# Charlie Hebdo
Pour les articles homonymes, voir Charlie.
Charlie Hebdo est un journal hebdomadaire satirique français fondé en 1970 par François Cavanna et le professeur Choron. Il fait une large place aux illustrations, notamment aux caricatures politiques, et il pratique aussi le journalisme d'investigation en publiant des reportages à l'étranger ou sur les domaines les plus divers : les sectes, les religions, l'extrême droite, l'islamisme, la politique, la culture. Le journal paraît tous les mercredis. Il a publié également des hors séries à périodicité variable.
Créé en 1970 pour remplacer la version hebdomadaire du magazine Hara-Kiri, édité par la même équipe et venant d'être interdit à la suite d'un titre raillant la mort du général de Gaulle, il est publié régulièrement jusqu'en 1981. Défenseur acharné de la liberté de la presse, son positionnement politique est celui d'un journal de gauche critique, antimilitariste et anticlérical, dans une société profondément marquée par Mai 68. Après un unique numéro en 1982, la parution cesse jusqu'en 1992, date à laquelle une partie des membres de l'ancienne équipe, Cabu en tête, se retrouve pour relancer Charlie Hebdo avec de nouvelles personnes.
La reprise par Charlie Hebdo des caricatures de Mahomet du Jyllands-Posten, en 2006, a déclenché contre le journal de vives réactions, parfois violentes, dans des pays musulmans et un procès d'associations musulmanes pour « injures publiques à l’égard d’un groupe de personnes en raison de leur religion » gagné par la rédaction. En novembre 2011, le siège du journal est endommagé par un incendie criminel.
Le 7 janvier 2015, un attentat islamiste perpétré par les frères Kouachi tue douze personnes, dont huit collaborateurs de l'hebdomadaire en pleine conférence de rédaction. Les manifestations des 10 et 11 janvier 2015 contre les attentats ayant visé Charlie Hebdo et la prise d'otages du magasin Hyper Cacher de la porte de Vincennes réunissent plus de quatre millions de manifestants, ce qui en fait le plus important rassemblement de l'histoire moderne du pays. Le numéro 1178, dit « des survivants », sort le mercredi suivant, tiré à près de huit millions d'exemplaires ; le journal passe en moins d'un mois de 10 000 à 220 000 abonnés.
Le 5 mai 2015, le PEN club international remet à New York le prix du courage et de la liberté d'expression à l'équipe des survivants. L'initiative, chaudement soutenue par Salman Rushdie, provoque une controverse aux États-Unis et au Royaume-Uni.
« L'esprit Charlie » est invoqué pour défendre la liberté d'expression, l’humour décapant et irrévérencieux, les valeurs de gauche, la défense de la laïcité, et a influencé plusieurs médias français.

## Positionnement et sujets abordés
Charlie Hebdo est une publication satirique de tradition libertaire avec un esprit caustique et irrévérencieux hérité de Hara-Kiri. La ligne politique du journal est nette, marquée d'une visualisation de la gauche assez particulière. Si l'hebdomadaire fustige plus volontiers les idées et hommes politiques de droite, il n'est guère complaisant avec les partis de gauche, qu'ils soient au gouvernement ou non. Il est fréquent que les différents chroniqueurs soient en désaccord plus ou moins profond entre eux, par exemple lors du référendum sur la Constitution européenne. En avril 2010, Charb, directeur de la publication, décrit la ligne politique du journal comme une réunion de « toutes les composantes de la gauche plurielle, et même des abstentionnistes ».
Les sujets les plus abordés sont la politique, les personnalités médiatiques (par exemple du sport, de l'audiovisuel ou du spectacle), l’actualité économique et sociale ainsi que la religion.
Critique envers l'ensemble de la classe politique, le journal s'oppose de manière particulièrement virulente au Front national durant le milieu des années 1990, allant jusqu'à lancer en 1996 une pétition réclamant l'interdiction de ce parti, qui recueille 173 704 signatures au moment de son dépôt au ministère de l'Intérieur. En 1998, lors de la scission proposée par Bruno Mégret, Charlie Hebdo dépose la marque Front national auprès de l'Institut national de la propriété industrielle (INPI), estimant qu'elle est juridiquement tombée dans le domaine public : la journaliste Anne Kerloc'h explique que, « au pire, cette affaire est un grand éclat de rire », mais aussi que « l'objectif premier du journal est de restituer le nom aux résistants ou aux ayants droit », en référence au mouvement de résistance du même nom qui a été créé, lui, durant la Seconde Guerre mondiale. En 2012, l'hebdomadaire publie un dessin représentant une fausse affiche électorale de Marine Le Pen, où la candidate du FN est symbolisée par un étron fumant.
Par ailleurs, Charlie Hebdo se revendique un ton très antireligieux et anti-secte, profondément athée et anticlérical,, qualifiant notamment Jean-Paul II de « pape de merde », et appelant à « chier dans tous les bénitiers de l'Église ». La religion n’est cependant le thème que de 7 % des unes. Le journal a été taxé d’islamophobie et accusé de faire preuve d’une « obsession » à l’encontre des musulmans : cependant, de 2005 à 2015, 1,3 % seulement des couvertures se sont moquées en premier lieu de l'islam, qui a été le sujet principal de sept une alors que le catholicisme a été traité par vingt et une d'entre elles. Par ailleurs, c'est contre l’extrême droite française et la religion catholique que sont dirigées les charges les plus agressives. Charlie Hebdo critique régulièrement les dérives du libéralisme économique, qui étaient l'un des thèmes récurrents des chroniques de Bernard Maris jusqu'à sa mort le 7 janvier 2015.

### «L'Esprit Charlie»
Selon Le Monde, « l’esprit Charlie » est « un condensé de liberté de ton, d’humour décapant, d’irrévérence et de fierté, structuré autour de solides valeurs de gauche, où la défense de la laïcité figurait souvent en première ligne ». Après la publication des caricatures de Mahomet du Jyllands-Posten, qui lui a valu une poursuite en justice d'associations musulmanes françaises contre lesquelles il gagne le procès, Charlie Hebdo « essaie alors, tant bien que mal, avec toutes les difficultés que cette position implique, de continuer à incarner une gauche antiraciste, mais intransigeante face à la radicalisation d’une partie des musulmans ». Selon Le Monde, l’esprit Charlie a « inspiré de nombreuses aventures, de L’Écho des savanes à Canal+ ».
Pour l’historien du journalisme Alexis Lévrier, les critiques des caricatures de Charlie et du dessin de presse en général génèrent un appel à la censure sur les réseaux sociaux, mais « au nom du respect dû aux personnes ou aux communautés, toute critique des religions est ainsi devenue suspecte. Il faut rappeler pourtant, inlassablement, que la grande loi sur la presse de 1881 protège les individus, mais autorise les moqueries à l’égard des croyances, qu’elles soient politiques ou religieuses. Charlie Hebdo est, de ce point de vue, le dernier héritier d’une longue tradition française du dessin de presse anticlérical, et n’a fait qu’appliquer à l’islam une volonté de désacraliser le sacré qui s’est épanouie à la Belle Époque ». Le New York Times ne publie plus de caricatures depuis juin 2019 au motif que ce type de dessins est « dangereux » et pour Alexis Lévrier « y renoncer, au nom de la volonté de ne pas déplaire, revient non seulement à donner raison aux censeurs, mais à faire le deuil d’un instrument que la presse a su utiliser pour sa propre émancipation ». Il dénonce que « depuis l’attentat, la tradition d’irrévérence de ce journal est souvent utilisée en effet comme une caution pour autoriser l’injure, la diffamation ou l’appel à la haine » et pour lui la liberté d’expression « a nécessairement des bornes » qui datent de la Déclaration des droits de l'homme et du citoyen de 1789, et il n'est donc pas possible « de mettre sur le même plan les dessins de Charlie moquant l’islam et les insultes d’un Éric Zemmour à l’égard des musulmans », pour lesquelles il a été condamné, ni Gabriel Matzneff, se présentant lui et les « artistes libertins », peu après les attentats, comme des victimes à l'instar de la rédaction de Charlie assassinée. Selon Alexis Lévrier, s' « il ne serait bien sûr être question d’imposer une définition unique de “l’esprit Charlie” » à cause de la liberté éditoriale de l'hebdomadaire et de son histoire, il « ne doit pas servir de prétexte pour autoriser l’islamophobie, le racisme ou la pédocriminalité. Concilier liberté d’expression et respect des individus est un défi de plus en plus difficile, qui s’impose à Charlie Hebdo comme à l’ensemble la presse ».
Selon Jean-Yves Camus, spécialiste de l'extrême droite qui écrit dans l'hebdomadaire, lors de la décision de l'Unesco de retirer le carnaval d'Alost de sa liste représentative du patrimoine culturel immatériel de l'humanité à la suite de stéréotypes antisémites, et la victimisation qui a suivi, « de nombreuses voix ont invoqué en Belgique « l’esprit Charlie » pour légitimer un antisémitisme incontestable. Mettons donc les choses au point : la caricature et la satire ne consistent jamais à traiter un groupe d’êtres humains comme de la vermine à éradiquer. Quand celui que vous n’aimez pas perd sa figure humaine, tout devient possible. Il n’y a aucune forme d’humour dans l’animalisation systématique de l’adversaire, vieux procédé nazi dont la banalisation a préparé les esprits à l’extermination des Juifs comme étant une opération prophylactique. Les salafistes ne doivent pas comparer les « mécréants » (et parmi eux les « mauvais musulmans ») aux singes et aux porcs. Les hassidim ne peuvent être des fourmis traitées au gaz ».

## Histoire

### Prémices

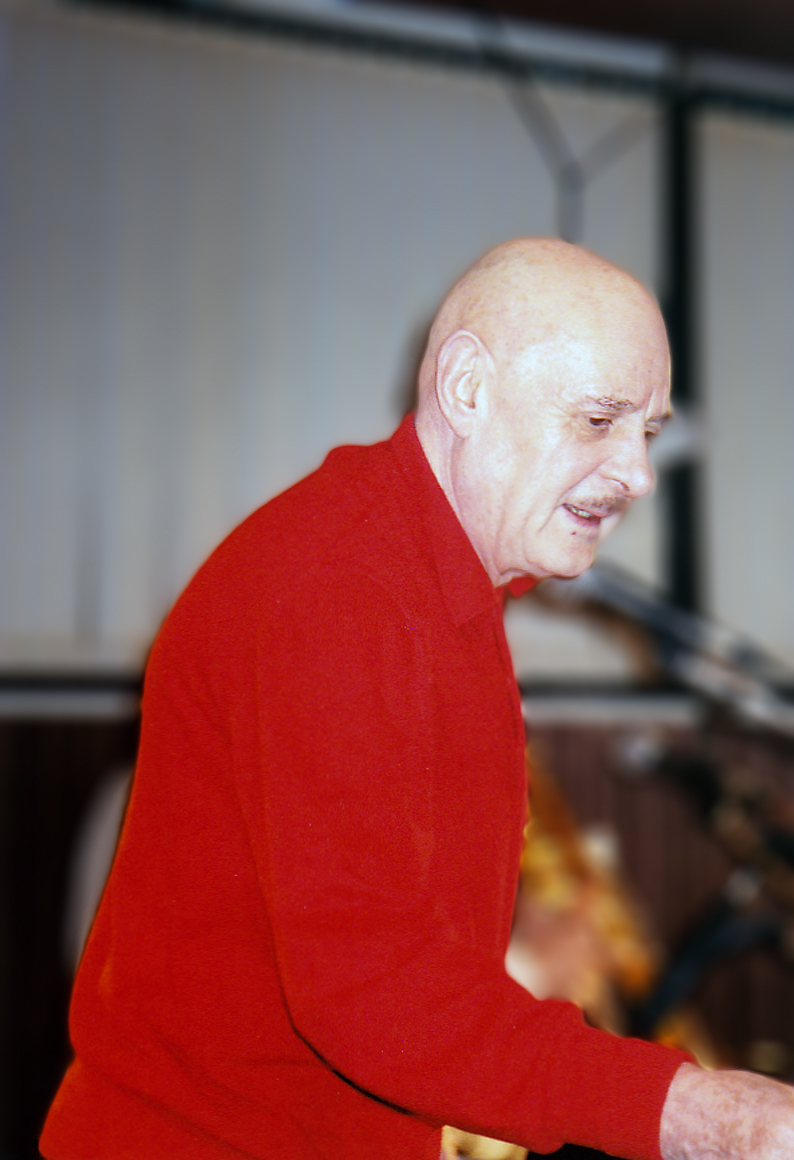
Le professeur Choron, l'un des fondateurs de Charlie Hebdo, en 1996.

Les origines de Charlie Hebdo sont étroitement liées à l'histoire d'un autre journal, Hara-Kiri. En 1960, Georges Bernier — alias le Professeur Choron — et François Cavanna, qui avaient fait connaissance dans les années 1950 alors qu'ils travaillaient tous deux au journal Zéro destiné à donner leur première chance aux jeunes talents, lancent le mensuel Hara-Kiri, « journal bête et méchant ». Choron (dont le pseudonyme dérive du nom de la rue du 9e arrondissement de Paris où était alors installé le siège du journal) en est le directeur de publication. François Cavanna, rédacteur en chef, rassemble progressivement une équipe qui comprend Francis Blanche, Topor, Fred, Reiser, Wolinski, Gébé, Cabu. Interdit de publication dès 1961, il reparaît pour être de nouveau interdit en 1966. L'interdiction est levée six mois plus tard. Lorsqu'il reparaît, certains collaborateurs ne reviennent pas, tels Gébé, Cabu, Topor et Fred partis chez Pilote, mais de nouveaux rédacteurs et dessinateurs viennent compenser ces absences : Delfeil de Ton, Pierre Fournier, qui signe alors Jean Nayrien Nafoutre de Sayquonlat, et Willem.

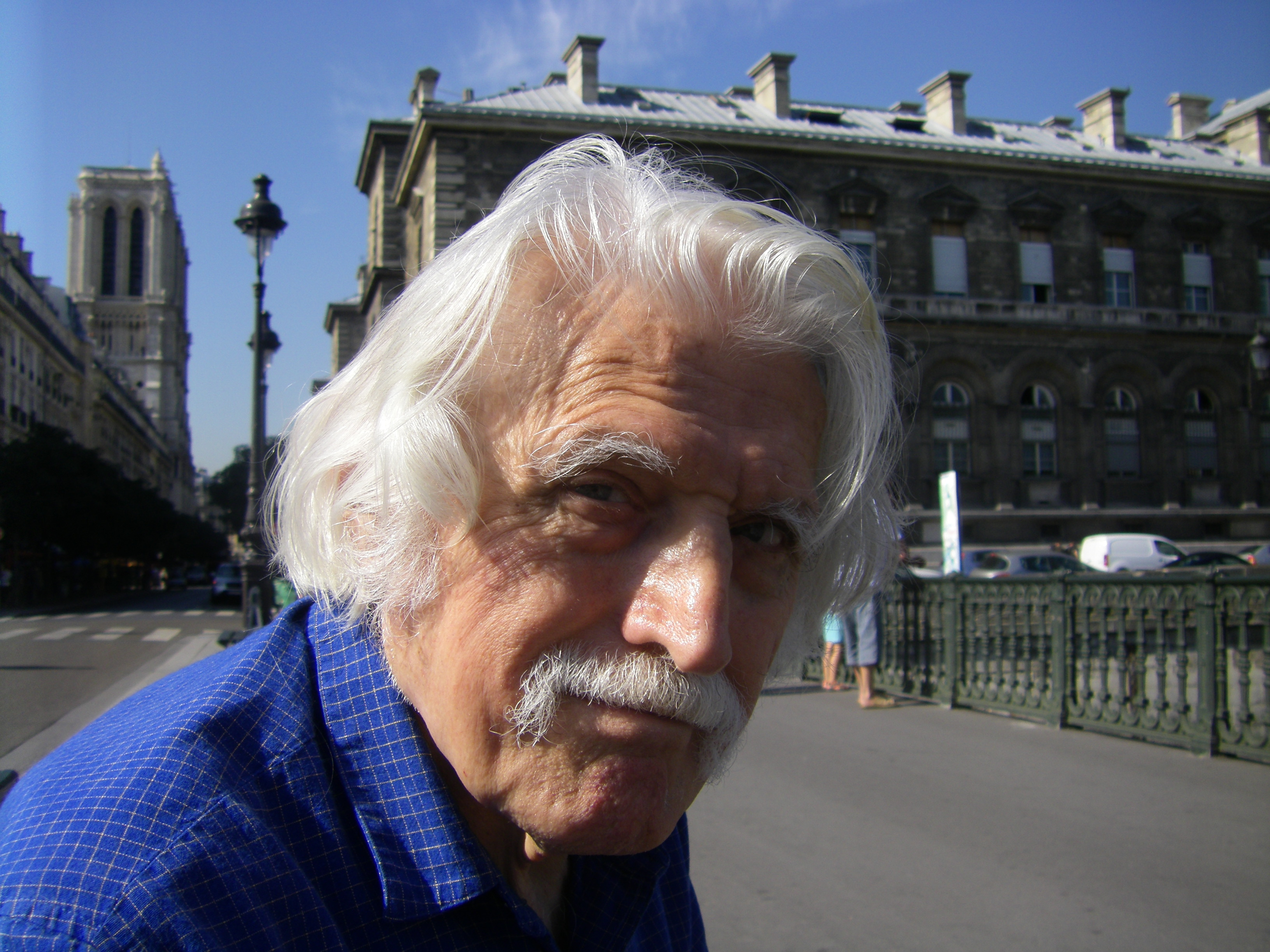
François Cavanna en 2008.

En février 1969, Cavanna, Choron et Delfeil de Ton lancent Charlie Mensuel. Ce journal de bandes dessinées, publié comme Hara-Kiri par les Éditions du Square que dirige Choron, est initialement la version française du mensuel italien Linus. Charlie publie des séries américaines classiques, mais aussi des bandes dessinées contemporaines françaises, italiennes et américaines : comme son homologue italien, il tire son titre du nom de l'un des personnages des Peanuts (en l'occurrence Charlie Brown),,. Delfeil de Ton, pendant un an, puis Georges Wolinski, dirigent la rédaction de ce Charlie Mensuel qui publie, contribuant ainsi à les faire découvrir en France, les Peanuts de Charles M. Schulz (que le magazine Spirou avait déjà présentés en mini-récit ainsi que l'hebdomadaire féminin Elle, dès 1964).
Toujours en 1969, l'équipe de Hara-Kiri, sous la direction de Cavanna et Choron, décide de créer une version hebdomadaire du journal, tout en continuant à publier le mensuel. Gébé et Cabu reviennent pour l'occasion. En février, Hara-kiri-hebdo est lancé. En mai, il est renommé L'Hebdo hara-kiri.

### 1970-1982:Charlie Hebdopremière époque
Le 9 novembre 1970, le général de Gaulle meurt. Sur une idée de Choron, l'hebdomadaire titre en couverture de son no 94 du lundi 16 novembre, de façon sobre, sans aucun dessin, avec un seul encadré noir, « Bal tragique à Colombey - un mort » : il s'agit d'une parodie des titres que la presse avait, dix jours avant le décès du Général, consacrés à un incendie dans une discothèque qui avait fait cent quarante-six morts. Raymond Marcellin, ministre de l'Intérieur, interdit la vente de l’hebdomadaire aux mineurs, ainsi que tout affichage et publicité en sa faveur : le ministère réfute toute « censure politique » et affirme avoir pris sa décision le 4 novembre en conséquence de dessins « pornographiques », sous le couvert de la commission de surveillance et de contrôle des publications destinées à l'enfance et à l'adolescence,. La profession journalistique se mobilise largement pour défendre l'hebdomadaire — notamment Jacques Fauvet dans son édito du Monde, Françoise Giroud dans L'Express et Jean Daniel dans Le Nouvel Observateur —, à la surprise de la rédaction qui a en mémoire sa discrétion lors des interdictions du mensuel en 1961 et 1966,. Claude Perdriel propose à la rédaction du journal la couverture de Nouvel Observateur, ainsi qu’une double page : la rédaction de Hara-Kiri accepte, Le Nouvel Observateur publie ainsi, deux jours après la mise en vente du premier numéro de Charlie Hebdo, un texte de Cavanna intitulé « Loi destinée à honorer les bons journaux et à punir les mauvais », ainsi que des dessins de Reiser, Cabu, Gébé et Wolinski. Le 24 novembre, Raymond Marcellin modifie son arrêté, ne conservant que l’interdiction de la vente aux mineurs.
L'équipe décide que le journal doit continuer à paraître et trouve la parade en relançant l'hebdomadaire censuré sous un autre titre : Charlie Hebdo. La nouvelle publication n'est plus, officiellement, la version hebdomadaire de Hara-Kiri, mais celle du mensuel Charlie, également publié par les Éditions du Square avec de nombreux auteurs et rédacteurs en commun. Son titre — dont l'équipe apprécie le côté « débonnaire, légèrement décalé et un tout petit peu désuet » — constitue également une allusion fortuite à Charles de Gaulle.
Le premier numéro de Charlie Hebdo paraît le lundi 23 novembre 1970 : l'équipe tient à y faire figurer une bande de Peanuts. Malgré ce contournement d'interdiction, le ministère de l'Intérieur s'abstient de poursuivre à nouveau le journal,. Le journal décerne son premier « prix Bête et méchant » à Raymond Marcellin. Charlie Hebdo continue ensuite à paraître sous ce titre, tandis que Charlie demeure utilisé comme titre du mensuel. Comme à l'époque de Hara-Kiri, le professeur Choron est directeur de publication, tandis que Cavanna est rédacteur en chef. Lors des dernières années de parution c'est « toute l'équipe » qui assure la rédaction en chef et Cavanna est nommé « ange tutélaire ».

Selon Stéphane Mazurier, qui y consacre une thèse en 2007, 

« Charlie Hebdo occupe une position particulière dans le champ médiatique des années soixante-dix : héritier de plusieurs titres de la presse satirique, il entretient des relations complexes avec les journaux de son temps, tout en étant un défenseur acharné de la liberté de la presse. Le positionnement politique de Charlie Hebdo est celui d'un journal de gauche critique, mais certainement pas d'un journal gauchiste. »

Dans une société profondément marquée par les événements de Mai 68, Charlie Hebdo est le porte-voix des combats du moment : contre la société de consommation, pour la contre-culture et en faveur de diverses causes progressistes. Outre son ton satirique, le journal s'associe en effet à des causes comme l'écologie politique - dont Pierre Fournier est l'un des précurseurs en France - l'antiracisme, l'antimilitarisme et, dans une certaine mesure, le féminisme. En juillet 1971, Charlie Hebdo publie un appel à s'opposer à la centrale nucléaire du Bugey et suscite une manifestation qui réunit plus de 10 000 personnes, ce qui contribue à lancer en France le mouvement antinucléaire. À la même époque, l'hebdomadaire crée le slogan « Un pour tous, tous pourris ! », inventé par Gébé et repris par la suite par Coluche. La journaliste Paule (Paule Drouault) signe une rubrique animaliste pionnière du genre où elle proteste contre les violences faites aux animaux, rejoignant en cela Cabu, qui deviendra végétarien. En 1972, l'équipe aide Fournier à lancer le journal écologiste La Gueule ouverte, pour lui permettre de mieux y exposer ses idées. En 1975, Charlie Hebdo se hisse pour quelque temps à la première place des hebdomadaires français, devant L'Express. De 1979 à 1980, Coluche anime dans le journal des rubriques en romans-photos intitulées « Les Pauvres sont des cons », puis « Journal des cons et des mal-comprenants » : en 1981, Charlie Hebdo sert de journal officiel à la candidature présidentielle de l'humoriste. Progressivement, sous l'influence grandissante de Choron, la ligne éditoriale évolue vers un humour de plus en plus salace, voire scatologique, tandis que Cavanna, en désaccord avec ces changements, s'implique moins dans le journal pour se consacrer davantage à sa carrière d'écrivain.
Charlie Hebdo ne bénéficie, par choix, d'aucune recette publicitaire et se repose essentiellement sur ses abonnés, ce qui le rend particulièrement vulnérable à la baisse de ses ventes et de ses abonnements. Lourdement endetté du fait de la gestion hasardeuse de Choron, Charlie Hebdo souffre en outre de ne pas s'être suffisamment renouvelé. Au début des années 1980, alors que les socialistes arrivent au pouvoir en France et que Libération — autre journal phare de la gauche des années 1970 — a su au contraire réaliser sa mue éditoriale, Charlie Hebdo apparaît désormais anachronique.
Le 27 janvier 1977, Charlie Hebdo appelle, sous la plume de Victoria Thérame et sous la direction du professeur Choron, à prendre la défense de trois personnes accusées d'actes pédophiles (« affaire de Versailles ») : « Si vous aimez les petites filles et les petits garçons […], s'ils viennent dans votre chambre, si vous découvrez les ciels de cuisses tendres et sans duvet, […], si vous les photographiez pour prolonger la vie, pour la fixer, parce qu'elle est fugitive et trop courte et que vous êtes trop amoureux, allez défendre Bernard Dejager, Jean-Claude Gallien et Jean Burckardt, emprisonnés depuis trois ans, qui passent devant la cour d'assise de Versailles les 27, 28 et 29 janvier à 13 heures et risquent de cinq à dix ans de réclusion criminelle pour amour à enfant ». Selon Valeurs actuelles, le journal s'inscrit alors dans une tendance d'apologie de la pédophilie présente à cette époque dans une partie de la gauche française, à l'instar d'autres journaux tels que Le Monde ou Libération.
Le journal lance un dernier gag, le quotidien Charlie Matin… qui ne paraît que trois jours de suite, entre le 16 et le 18 mars 1981 (titre à la une : « Finalement c'est trop de boulot ! »). Fin 1981, faute de lecteurs réguliers en nombre suffisant, le journal dépose son bilan et la parution s'arrête au numéro 580, le 23 décembre. Quelques jours plus tard, le 2 janvier 1982, Michel Polac invite l'équipe du journal à Droit de réponse. L'émission est l'occasion d'un échange d'insultes entre certains collaborateurs du journal — notamment Siné —  et des journalistes de Minute également présents sur le plateau. Un numéro 581 paraîtra en décembre 1982 pour commenter les incidents survenus durant l'émission.[réf. nécessaire]

### 1992-2009:Charlie Hebdodeuxième époque

#### 1992-2001

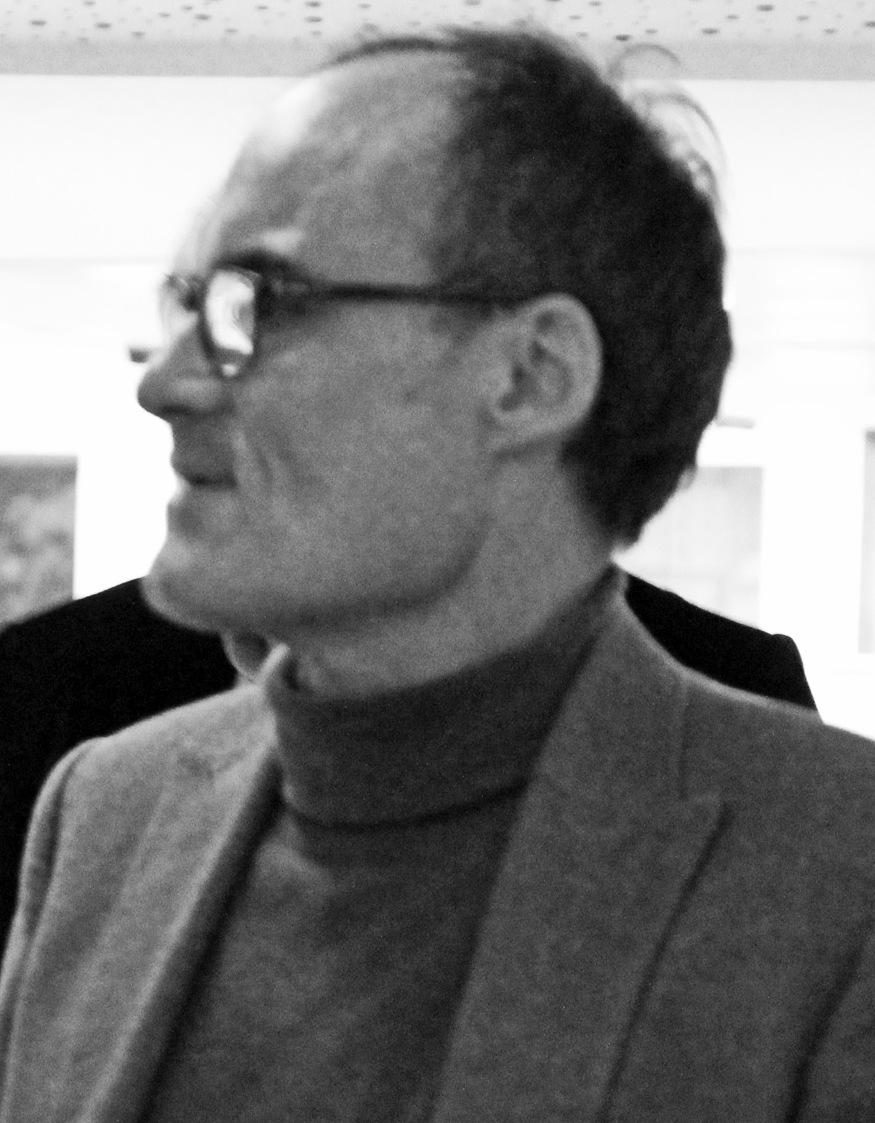
Philippe Val.

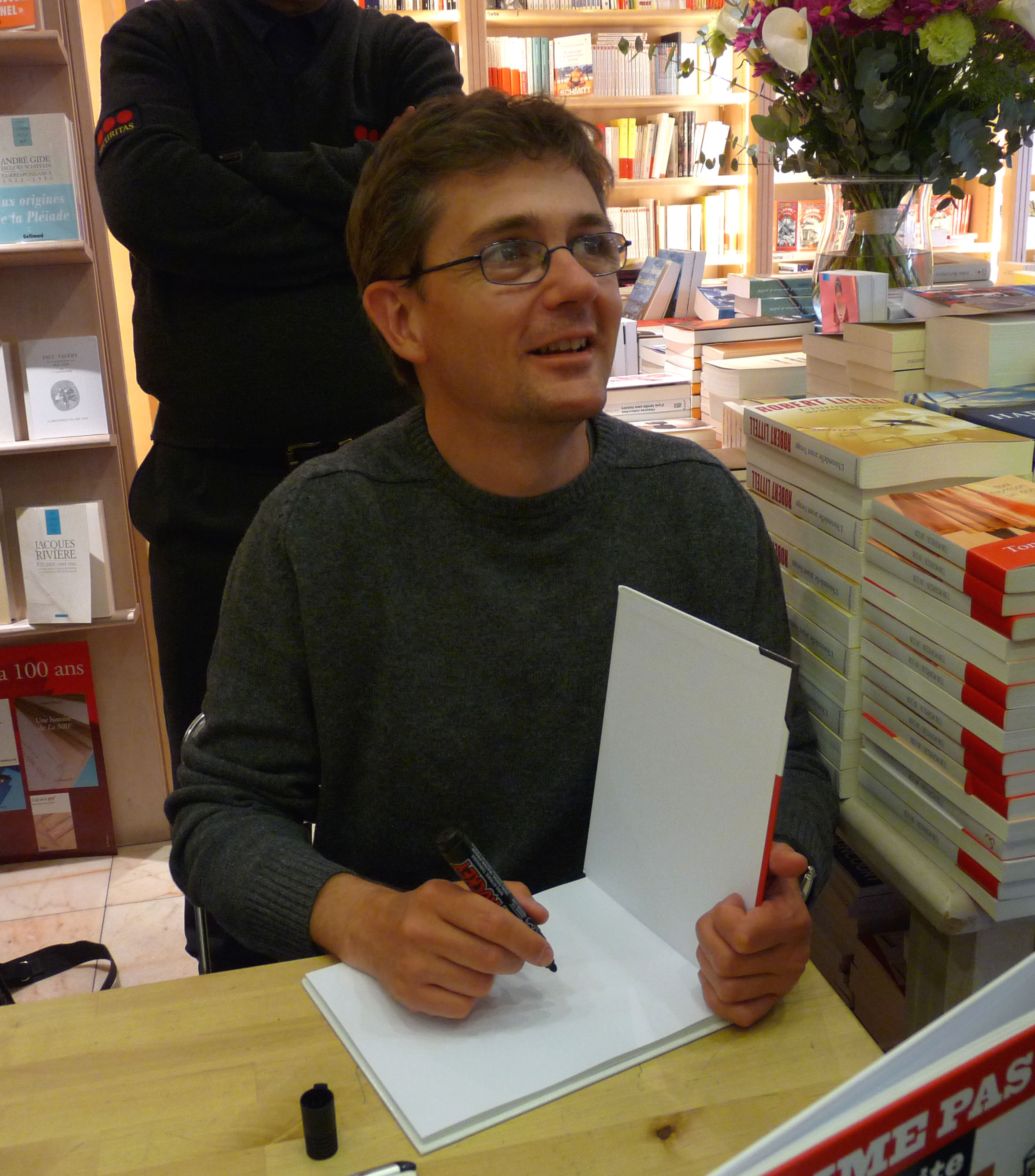
Charb dédicaçant à Strasbourg en 2009.

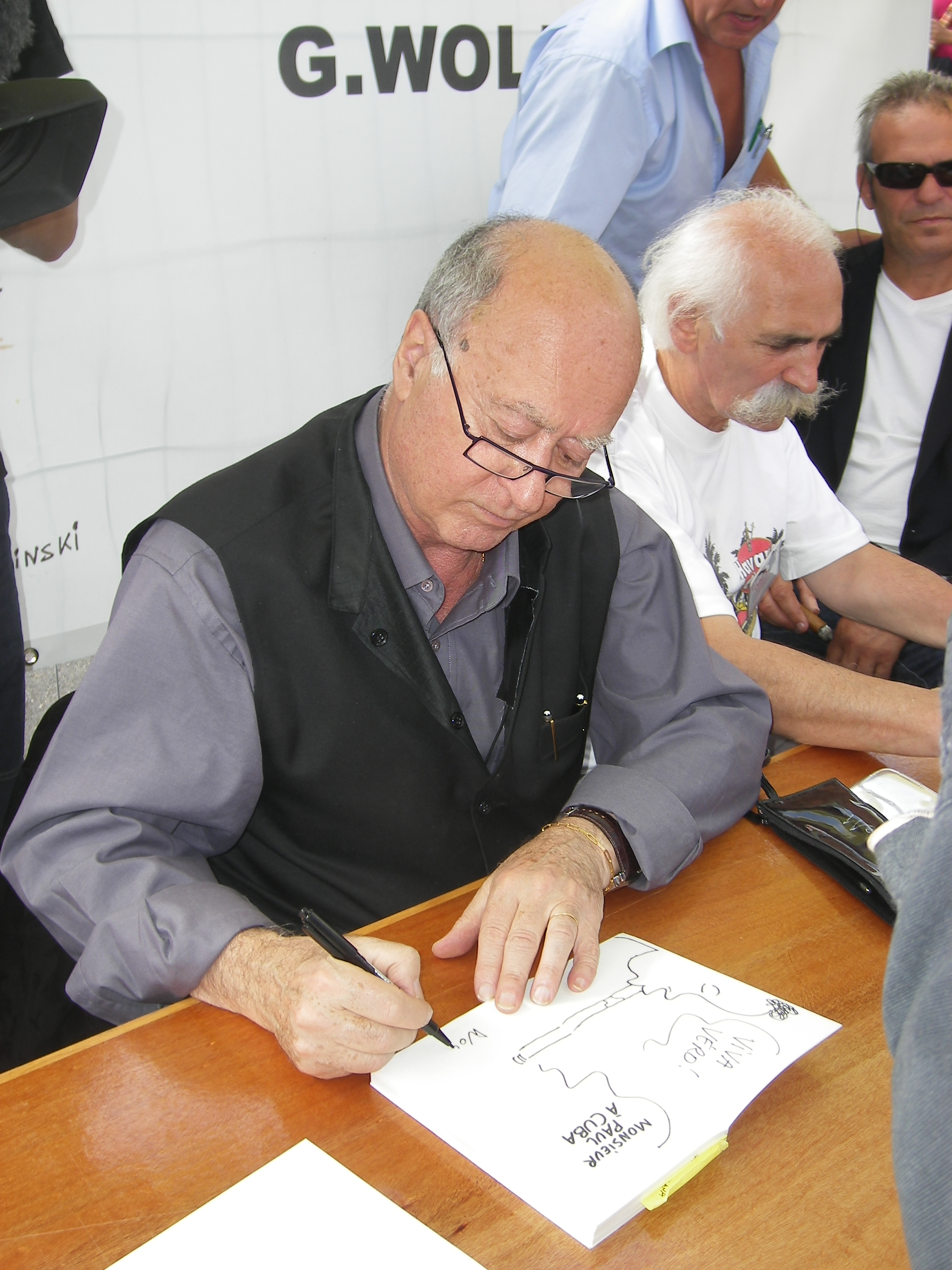
Wolinski dédicaçant à la fête de l'Huma en 2007.

En 1992, Philippe Val et Cabu quittent l'hebdomadaire satirique La Grosse Bertha à la suite d'un différend avec le directeur de publication Jean-Cyrille Godefroy, et projettent de lancer leur propre hebdomadaire. Au cours d'une réunion-repas, à la recherche d'un titre, Wolinski lance « et pourquoi pas Charlie Hebdo, le titre est libre ! » La proposition est immédiatement acceptée. Philippe Val, Gébé, Cabu et Renaud apportent le capital pour financer le premier numéro. Une société par actions est créée, la SARL Kalachnikov (remplacée dès septembre, en tant que société éditrice du journal, par Les éditions Rotative). Les premiers actionnaires en sont Gébé (Georges Blondeaux), Renaud, Philippe Val, Cabu et Bernard Maris. Ils détiennent environ 85 % des actions. Renaud vend ses parts à son départ du journal, et la veuve de Gébé (Nicole Blondeaux) les revend en 2004 pour 300 000 euros à la société.
En juillet 1992, Charlie Hebdo nouvelle mouture bénéficie, pour son lancement, de la notoriété du Charlie Hebdo historique. On y retrouve les signatures vedettes des années 1970 : Cavanna, Delfeil de Ton, Siné, Gébé, Willem, Wolinski, Cabu, ainsi qu'une maquette identique. Le journal accueille des nouveaux venus comme Charb, Bernard Maris (Oncle Bernard), Renaud, Luz et Tignous. D'autres rédacteurs et dessinateurs comme Jul, Riad Sattouf ou — plus brièvement — Joann Sfar, viennent par la suite rejoindre l'équipe au fil des ans.

Le premier numéro se vend à 120 000 exemplaires. À la une, le titre affiche URBA, Chômage, Hémophiles, Superphénix, tandis que François Mitterrand, l'air accablé, s'écrie « Et Charlie Hebdo qui revient ! ». L'éditorial affirme, en guise de plaisanterie, que la ligne de l'hebdomadaire est basée sur un sondage : 

« Nous avons fait un sondage représentatif de mille cons pour solliciter leur avis, et on a fait le contraire. »

La version 1992 de Charlie Hebdo tient à conserver « l'esprit Charlie » qui consiste à pouvoir rire de tout, avec des cibles récurrentes comme les militaires, les religieux intégristes ou l’extrême droite. Le journal tient à conserver une ligne polémique, sans perdre de vue ses idéaux de justice sociale. Les querelles internes sont cependant le lot récurrent de la rédaction. Luz déclare à ce sujet : 

« Charlie doit être un instrument de lutte contre la connerie. À part ça, on est en désaccord sur tout. »

Philippe Val est alors rédacteur en chef, tandis que Gébé est directeur de publication et directeur artistique. La nouvelle version du journal est alors plus marquée à l'extrême gauche que la précédente.
Lors de la relance du journal, le professeur Choron reçoit la visite de Cabu et Val, mais refuse de travailler avec Val. Il revendique la paternité du titre qu'il dit avoir déposé. Il intente alors une action en justice, mais est débouté, la justice décidant que le nom appartient juridiquement à Cavanna. Par la suite, Delfeil de Ton et Siné ont indiqué que le nom aurait en réalité appartenu conjointement à Cavanna et Choron, le document faisant de Cavanna le détenteur unique étant un faux.
Au fil des ans, les méthodes du nouveau directeur du journal Philippe Val sont contestées au sein même de la rédaction, donnant lieu à plusieurs querelles et à des démissions ou des licenciements : Philippe Corcuff, Olivier Cyran, Lefred-Thouron ou François Camé, ainsi que des collaborateurs extérieurs réguliers. Ou bien à des licenciements, notamment celui du critique de cinéma Michel Boujut et de la future collaboratrice du Monde diplomatique, Mona Chollet, à la fin des années 1990 et au début des années 2000. Ces départs sont en partie liés aux dissensions croissantes entre Val et les rédacteurs plus liés à la gauche radicale, dont beaucoup sont évincés.

#### 2002-2005
En novembre 2002, le chroniqueur philosophe Robert Misrahi publie dans Charlie Hebdo une tribune faisant l'éloge du livre d'Oriana Fallaci La Rage et l'orgueil. Il écrit notamment : 

« Elle ne proteste pas seulement contre l’islamisme assassin […]. Elle proteste aussi contre la dénégation qui a cours dans l’opinion européenne, qu’elle soit italienne ou française par exemple. On ne veut pas voir ni condamner clairement le fait que c’est l’islam qui part en croisade contre l’Occident et non l’inverse. »

Cet article crée une polémique, le livre faisant à l'époque l'objet d'une demande d'interdiction par le MRAP, qui le juge islamophobe. La publication de cette tribune est en outre critiquée par une partie des lecteurs du journal, qui désavoue son chroniqueur la semaine suivante.

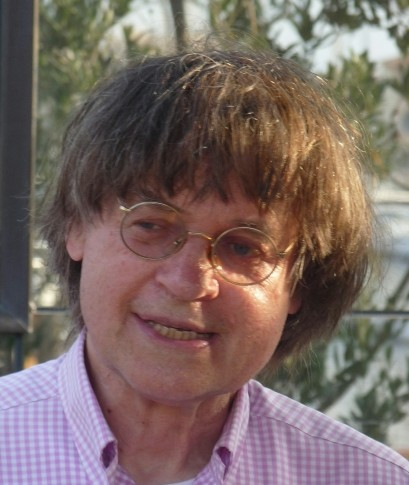
Cabu.

Après les attentats du 11 septembre 2001, Charlie Hebdo se désolidarise de certains courants d'extrême gauche qui, par antiaméricanisme, n'ont pas condamné les islamistes. Ces positions lui vaudront des relations conflictuelles avec cette gauche tiers-mondiste, en particulier lorsqu'il s'oppose à la présence de Tariq Ramadan au FSE de Saint-Denis, du 12 au 15 novembre 2003. Dans son éditorial du 15 novembre 2003, Philippe Val dénonce une « rhétorique immuablement semblable à celle qui innerva l’Europe d’avant-guerre » et qui, « a de quoi alarmer tous ceux qui savent comment meurent la paix et la démocratie ». Il s'insurge contre la complaisance d'une partie de la gauche envers Tariq Ramadan qu'il qualifie de « propagandiste antisémite » et critique une partie de la gauche à laquelle il prête des positions antisémites au nom de l'antiracisme, se référant en particulier à la conférence de Durban en 2001, durant laquelle le sionisme fut assimilé à une politique raciste.
Cette nouvelle orientation est l’une des raisons invoquées par le sociologue Philippe Corcuff lorsqu’il quitte Charlie Hebdo en décembre 2004. La même année, Mona Chollet quitte le journal (elle dit « avoir été poussée vers la sortie »), car elle s’est opposée à un éditorial qui affirmait que les Palestiniens « ne se conduisent pas comme des gens civilisés ».

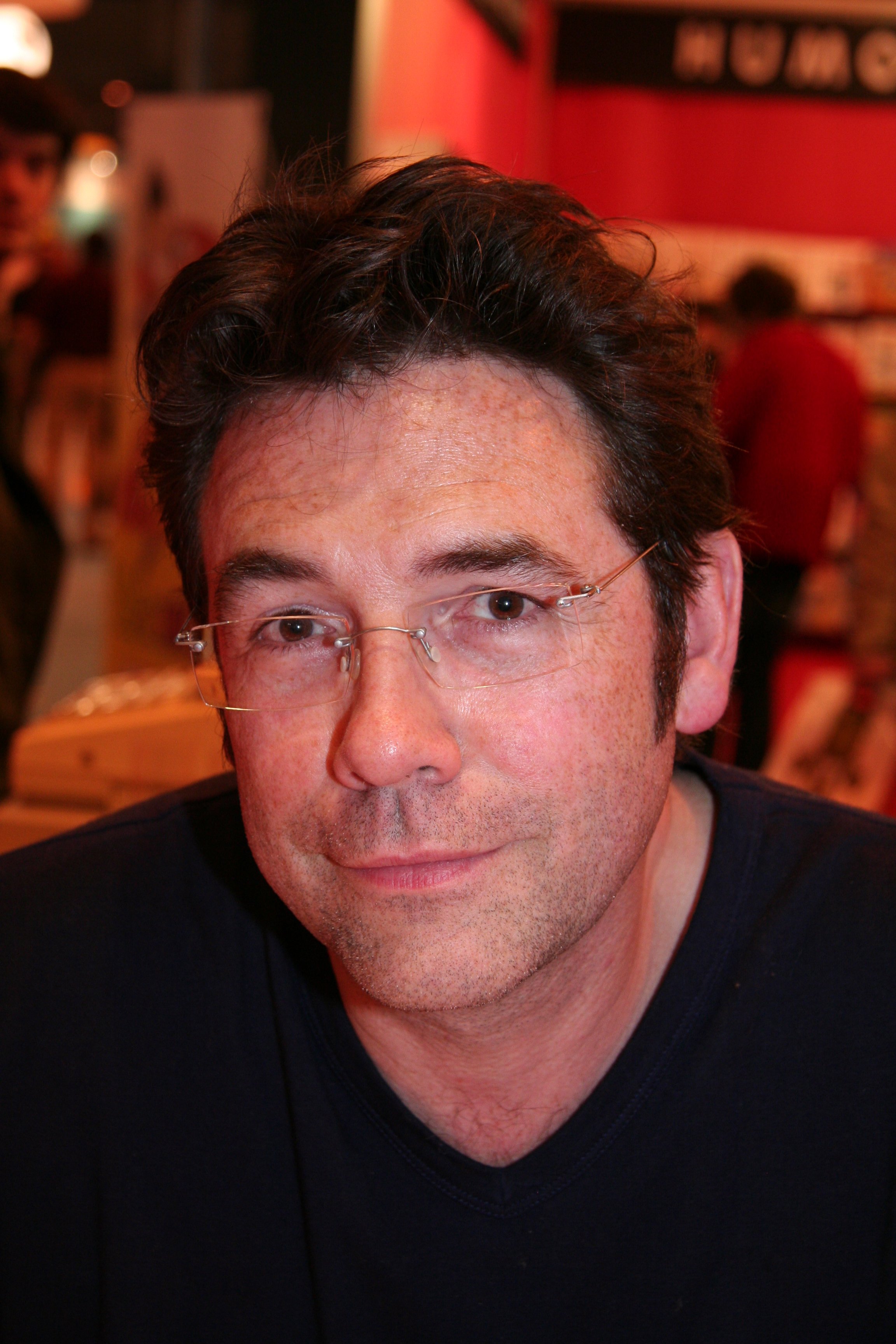
Tignous.

Après la mort de Gébé en 2004, Philippe Val, jusque-là rédacteur en chef, lui succède comme directeur de la publication, tandis que la rédaction en chef est désormais assurée par Gérard Biard. La vente est alors d'environ 80 000 exemplaires : elle tombera à 55 000 après l'affaire Siné.
Malgré les divergences internes à la rédaction, une large diversité d'opinions continue de s'exprimer dans le journal. Comme feu Hara-Kiri, Charlie Hebdo est associé à une rare liberté de ton : Charb ne se prive pas d'y éreinter le fumeur Siné, et ce dernier incite à voter « non » au référendum de 2005 sur la constitution européenne, alors que Philippe Val milite fortement pour le « oui ». Le journal est divisé en deux camps à ce moment-là : Cabu côté oui, Cavanna côté non. Mais aucune consigne de vote n'est donnée.

#### 2006: publication des caricatures de Mahomet

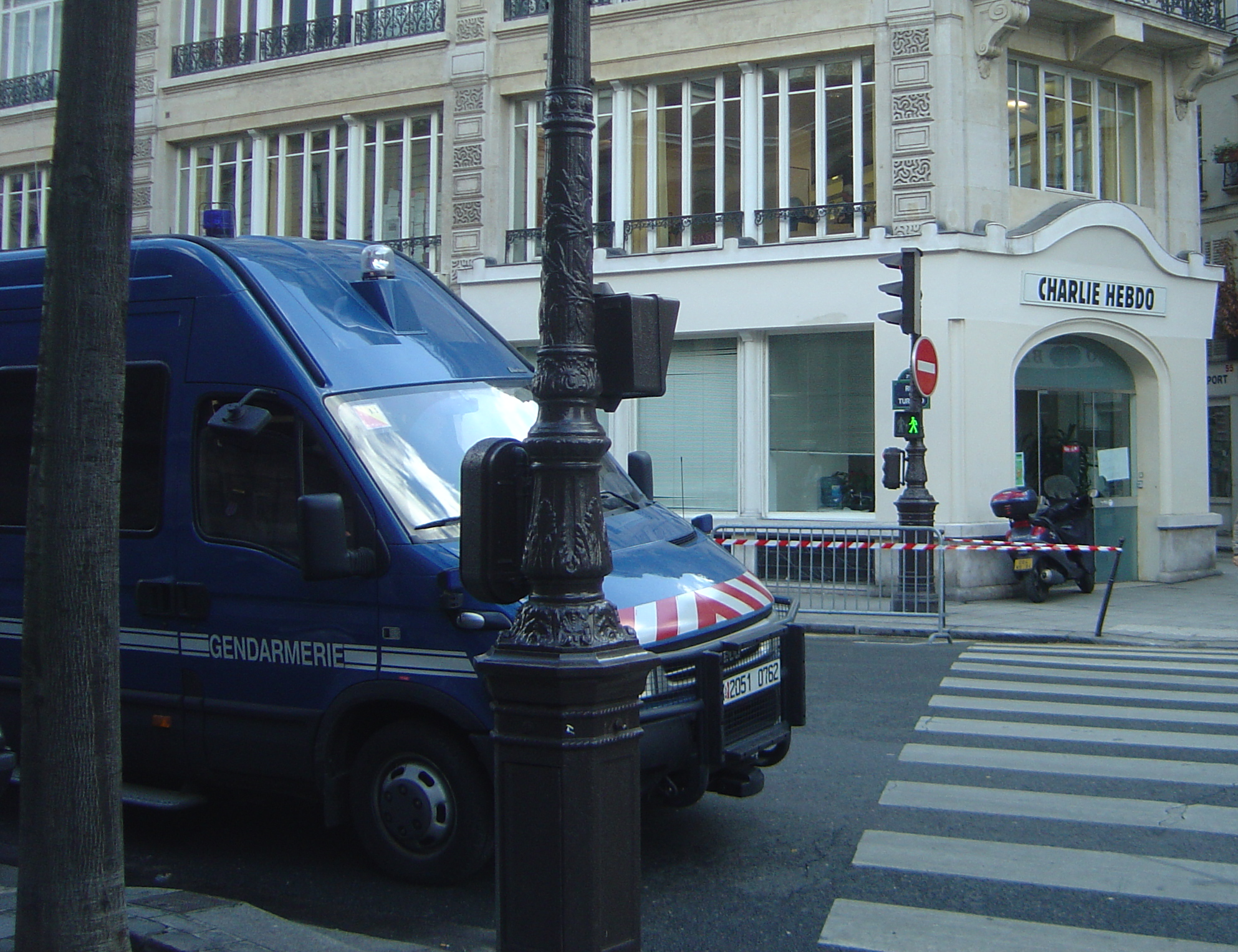
Des gendarmes protègent Charlie Hebdo à la suite de la publication des caricatures.

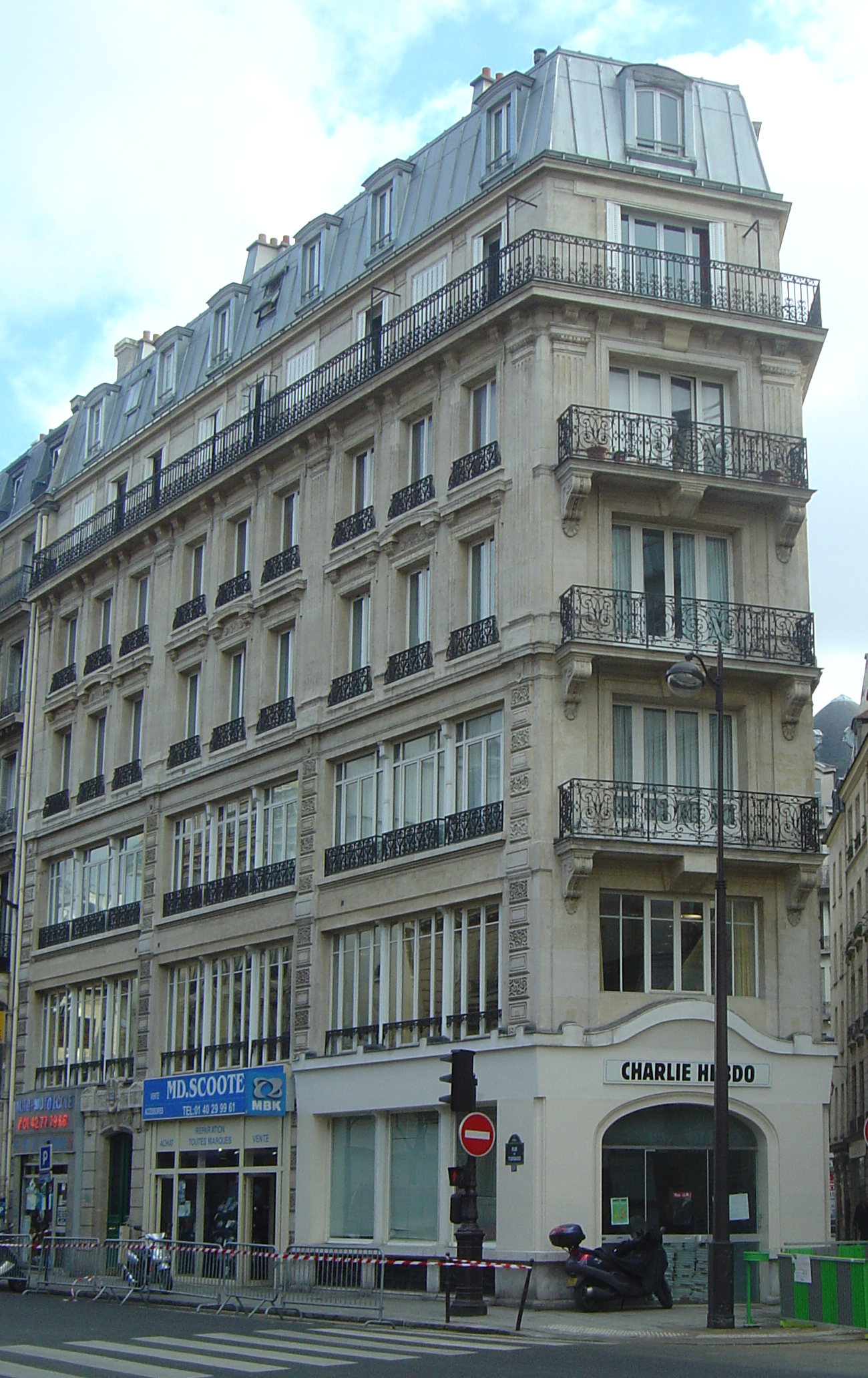
Siège de Charlie Hebdo à Paris, aux Arts-et-Métiers, avant avril 2011, lors du déménagement vers le boulevard Davout.

Le 1er février 2006, France-Soir publie douze caricatures de Mahomet réalisées quelques mois plus tôt par des dessinateurs du journal danois Jyllands-Posten. Le 8 février, une semaine après France-Soir, Charlie Hebdo publie à son tour la série des caricatures de Mahomet de Jyllands-Posten. Il les accompagne d'un dessin de couverture réalisé par Cabu, sur lequel Mahomet, se prenant la tête dans les mains, s'écrie : « C’est dur d’être aimé par des cons ». Le dessin est surmonté du titre « Mahomet débordé par les intégristes », sous-entendant que les « cons » ainsi désignés sont les intégristes : une partie de la communauté musulmane, néanmoins, se sent alors visée.
Alors que le tirage régulier était de 140 000 exemplaires, il passe à 160 000 exemplaires vendus et le journal procède à deux réimpressions : au total, 400 000 exemplaires s'écoulent. Au Danemark, les dessinateurs du Jyllands-Posten sont menacés de mort.
En France, l'Union des organisations islamiques de France, la Grande Mosquée de Paris et la Ligue islamique mondiale engagent une procédure contre Charlie Hebdo pour « injures publiques à l’égard d’un groupe de personnes en raison de leur religion », pour la publication de deux des caricatures de Mahomet du journal Jyllands-Posten ainsi que la une dessinée par Cabu. Les plaignants sont déboutés en première instance, puis en appel. La cour d’appel juge que le dessin d'origine danoise qui représentait Mahomet portant une bombe dans son turban était « pris isolément, de nature à outrager les adeptes de [l'islam] » mais que « le contexte et les circonstances de sa publication dans le journal Charlie Hebdo, apparaissent exclusifs de toute volonté délibérée d’offenser directement et gratuitement l’ensemble des musulmans et que les limites admissibles de la liberté d’expression n’ont donc pas été dépassées ». De plus, ceux-ci se défendent puisqu’ils mentionnent qu’ils ont souvent publié des caricatures qui se moquent du christianisme et que personne n’a réagi de cette manière face à celles-ci. Finalement, le verdict est en faveur de Charlie Hebdo puisque celui-ci est reconnu pour être un journal satirique et que la caricature est une forme légitime d’expression.
Le réalisateur Daniel Leconte consacre en 2008 à ce procès un documentaire qui reprend comme titre C’est dur d’être aimé par des cons.
Le dessinateur Joann Sfar a également consacré à ce procès, qu'il a suivi, un de ses carnets, intitulé Greffier et retranscrit « sous forme de notes d'auteur de bandes dessinées », puis publié dans un volume réunissant Les Carnets de Joann Sfar.
L'affaire des caricatures conduit le journal à publier, le 1er mars 2006, le Manifeste des douze, un texte signé entre autres par Philippe Val et Caroline Fourest, avec notamment Salman Rushdie, Taslima Nasreen et Bernard-Henri Lévy, et qui dénonce l'islamisme comme un nouveau totalitarisme religieux menaçant la démocratie, comme naguère le fascisme, le nazisme et le stalinisme. La Ligue des droits de l'homme dénonce ce texte, en l'accusant de diaboliser l'islam.
Le 15 mars 2006, une soirée est organisée par le ministère de la Culture et Le Point en l'honneur du dessin de presse pour saluer les dessinateurs et caricaturistes après l'affaire en question. Plantu, Cabu, Wolinski et les plus jeunes Sattouf, Jul, Charb et Luz, tous les dessinateurs de Charlie sont particulièrement salués. Un hommage est adressé aux caricaturistes.

« L'occasion, un mois après la polémique suscitée par la publication des caricatures de Mahomet, d'entendre le directeur de cabinet du ministre, Henri Paul, réaffirmer leur statut d'“acteurs de la liberté”, d'apprendre la création d'une “mission pour la conservation et la valorisation du dessin de presse”, parrainée par Wolinski, et surtout de s'en donner à cœur joie sur le chevalet installé pour la soirée sous les ors de la Rue de Valois. En toute liberté, comme il sied aux disciples d'Honoré Daumier, dont l'association des amis, présidée par l'ancienne ministre Noëlle Lenoir, avait inspiré l'événement. »

La société éditrice de Charlie Hebdo, les éditions Rotative, est bénéficiaire de 968 501 euros pour l’année 2006. Sur cette somme, 85 % ont été reversés aux actionnaires (Philippe Val et Cabu ont touché 330 000 euros, Bernard Maris 110 000 euros et Éric Portheault, responsable financier, 55 000 euros).
Le procès de Charlie Hebdo, qui s’est tenu au tribunal de grande instance de Paris les 7 et 8 février 2007, a abouti à la relaxe, requise par le procureur de la République, et prononcée le 22 mars. Joann Sfar a publié un compte rendu du procès dans un de ses carnets. Le CFCM se déclara néanmoins pour sa part satisfait des attendus du jugement.
Libération a publié des réflexions de plusieurs dessinateurs du journal, à propos de la publication des Caricatures de Mahomet du journal Jyllands-Posten, des caricatures religieuses en général et de l'athéisme :

Charb déclare : 

« J'ai vu les dessins, c'est énormément de bruit pour pas grand-chose. En France, je parle pour Charlie, on a publié des représentations du prophète qui étaient beaucoup plus choquantes que ce qui a été publié au Danemark. Une fois, une association musulmane très minoritaire et plutôt discrète a intenté un procès à Charlie parce qu'un dessin avait mis en scène le prophète. Ils sont allés en justice, ils ont perdu. À Charlie, avant qu'on soit embêtés par les musulmans intégristes, on a eu affaire à l'extrême droite catholique. Ça s'est terminé normalement devant les tribunaux, ils ont perdu et voilà. Ils attaquent pour tester en espérant gagner et que la législation change. Les juifs, on doit constater qu'ils ne nous font pas chier. Dans Charlie, on traite surtout de l'Église catholique parce qu'elle est encore très majoritaire. »

Luz explique « en tant qu'athée, il est évident puisque l'on est dans un pays catholique que l'on va s'attaquer plutôt aux catholiques qu'aux musulmans, et plutôt au clergé, qui est le vrai représentant de cette aliénation et à la papauté, qu'à Dieu. Après, tout dépend du média qui porte le message. Quand c'est Charlie Hebdo, la critique ne porte pas sur les musulmans mais sur l'aliénation dans la foi. »

De son côté, Jul explique également : 

« C'est beaucoup plus facile de faire des dessins violents sur les chrétiens que sur les autres religions. Sans doute parce qu'on est dans un pays catholique. On ne peut pas taper sur une religion minoritaire comme on tape sur une religion majoritaire. Si l'hystérie provoquée par ces dessins est aussi forte, c'est aussi parce qu'il y a un racisme anti-arabe et anti-musulman en Europe. Mais je trouve totalement anormal que cette affaire ne se soit pas simplement réglée devant les tribunaux. »

D'autres intellectuels comme le philosophe Michel Smadja dans le même journal, qui loue le travail de Charlie Hebdo, écrit à ce propos : « Comment se fait-il que Charlie Hebdo et ses collaborateurs (dont Caroline Fourest) semblent un vivier d'intelligence du monde et d'honnêteté bien plus crédible que certaines unités du CNRS ? Peut-être parce que, dans la rédaction de ce journal satirique, on a conservé l'idée qu'être de gauche n'est pas une simple posture sociale, mais plutôt, avant toute prise de position, l'exigence de la lucidité. »

#### 2008-2009: affaire Siné et départ de Philippe Val

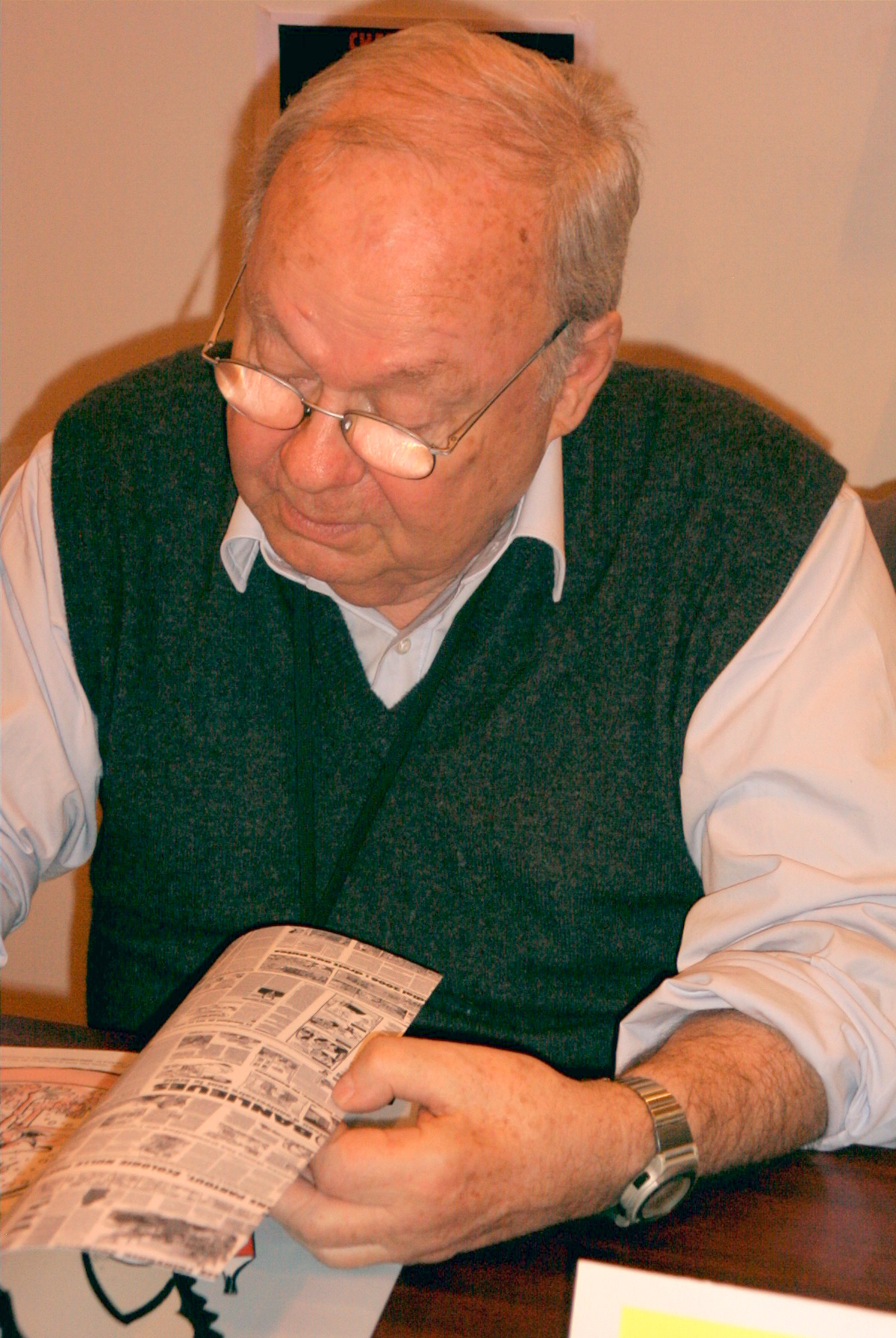
Siné.

En juillet 2008 éclate l'« affaire Siné », qui aboutira au licenciement du dessinateur. En août, Charlie lance sa propre maison d'édition, Les Échappés, dirigée par le dessinateur Riss. Le 10 septembre, l'hebdomadaire lance son site Internet. Le même jour paraît le premier numéro de son concurrent Siné Hebdo.
Le 12 mai 2009, le journal annonce dans un communiqué que Philippe Val quitte son poste de directeur pour rejoindre Radio France. Le départ de Val, nommé à la tête de France Inter sous la présidence de Nicolas Sarkozy, marque son divorce avec les milieux de la gauche radicale dont certains le considèrent comme un « traître ». Le dessinateur et chroniqueur Charb devient le nouveau directeur de la publication et le dessinateur Riss occupe désormais les fonctions de directeur de la rédaction avec pour adjointe la journaliste Sylvie Coma. Bernard Maris quitte ses responsabilités à la direction de la rédaction, mais il prend à sa charge l'éditorial. Enfin, Gérard Biard demeure rédacteur en chef. Le départ de Philippe Val, qui était à la tête du journal (d'abord comme rédacteur en chef, puis directeur de la publication et de la rédaction) depuis dix-sept ans, ouvre une nouvelle ère. Dans l'éditorial du numéro 899 de Charlie Hebdo, Charb annonce un « Charlie 3 ». Riss affirme qu'« il y aura plus de dessins et les textes seront plus courts, mais c’est tout ». Pour Charb, « le principal changement, c’est que Charlie ne sera plus associé à [Philippe] Val. […] On a envie de renouer avec ce qui nous rassemble : le goût de la satire ». Enfin, le journal fait plus de place à l'investigation, genre journalistique jusque-là réduit dans les colonnes de l'hebdomadaire satirique, avec les signatures de Guillaume Dasquié et Laurent Léger. En octobre 2009, Charlie Hebdo est vendu à 53 000 exemplaires, dont 13 000 par abonnement.

### 2010-2014:Charlie Hebdotroisième époque
Confronté à une diminution des ventes, le journal fait appel, début avril 2010, à un prestataire de service afin d'optimiser sa diffusion et limiter les retours. Le 9 juin, le prix de l'hebdomadaire, qui n'avait pas augmenté depuis neuf ans, passe à 2,50 euros au lieu de 2 euros. Selon le directeur de la publication Charb, cette augmentation de 25 % est liée à l'augmentation des charges qui pèsent sur le journal (papier, impression, électricité, etc.). Le même réaffirme auprès des lecteurs la volonté d'indépendance de la rédaction de Charlie Hebdo : « En pleine crise de la presse (en pleine crise tout court), nous n’avons pas et nous ne voulons pas d’industriels fortunés comme actionnaires. Pas plus que nous ne voulons dépendre de la publicité. Nous ne touchons donc pas les aides de l’État dont bénéficient les journaux dits « à faibles ressources publicitaires », puisque, de publicité, nous n’en avons pas. L’indépendance, l’indépendance totale, a un prix. La presse gratuite coûte des millions de compromis éditoriaux, la presse libre coûte, elle, 2,50 euros. Et son existence ne repose que sur vous. »
Le 16 février 2011, Charb annonce dans le journal que Philippe Val, son prédécesseur à la tête de l'hebdomadaire, n'est plus actionnaire de Charlie Hebdo, ayant cédé toutes ses parts pour un euro symbolique. Le capital du journal est désormais partagé entre Charb (600 parts), Riss (599), Éric Portheault (299), Bernard Maris (1) et Cabu (1). Les actions sont estimées à zéro euro, selon Charb. Le 5 avril, Charb annonce dans Libération que Charlie Hebdo déménage dans des locaux porte de Montreuil, à Paris. Il indique à l'époque que les ventes du journal se situent autour de 48 000 exemplaires hebdomadaires, dont 12 000 abonnés.

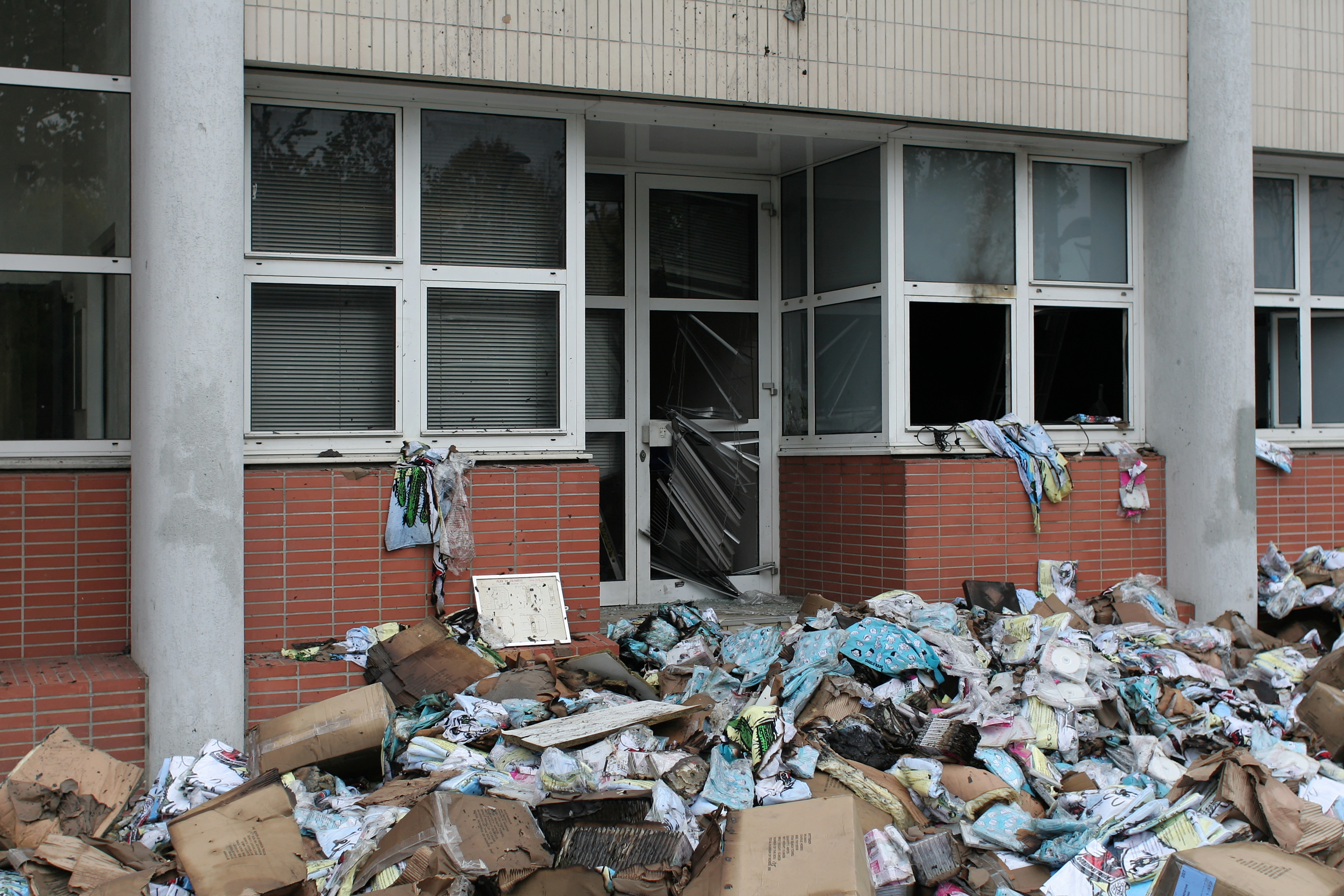
Le siège du journal 62, boulevard Davout, après l'incendie criminel de novembre 2011.

Le nouveau siège en 2012, 26, rue Serpollet,.

Dans la nuit du 1er au 2 novembre 2011, les locaux de Charlie Hebdo (alors situés au 62, boulevard Davout) sont la cible d'un incendie criminel provoqué par un cocktail Molotov. Le site du journal est piraté, la page d'accueil étant remplacée par une photo de La Mecque et des versets du Coran,. Ces attaques font suite à l'annonce de la sortie du journal daté du 2 novembre, baptisé spécialement Charia Hebdo avec Mahomet comme rédacteur en chef afin de « fêter la victoire » du parti Ennahdha en Tunisie. À la suite de l'incendie, l'équipe de Charlie Hebdo a été hébergée durant deux mois dans les locaux de Libération, avant de rejoindre de nouveaux locaux dans le 20e arrondissement de Paris.
À la suite de l’incendie, un collectif de vingt signataires dont la journaliste Rokhaya Diallo, la militante indigéniste Houria Bouteldja et les sociologues Christine Delphy et Sylvie Tissot publie sur le site les mots sont importants une tribune intitulée « Pour la défense de la liberté d’expression, contre le soutien à Charlie Hebdo ! ». Les auteurs y dénoncent une « instrumentalisation bouffonne et intéressée qui en est actuellement faite par le couple Guéant-Charb, par la classe politique et par les grands médias » participant « à la sarkozisation et à la lepénisation des esprits », et déclarent « Nous affirmons qu'un cocktail Molotov lancé la nuit dans des locaux vides et n'occasionnant que des dégâts matériels ne mérite pas une mobilisation médiatique et politique supérieure à celle, pour le moins discrète, qu'occasionne l'incendie ou la mise à sac d'une mosquée ou d'un cimetière musulman ».
Le 19 septembre 2012, une vive polémique naît à la suite de la publication de nouvelles caricatures de Mahomet (en même temps que l'affaire de la diffusion du film L'Innocence des musulmans) avec de nombreuses condamnations tant de la part de certains dirigeants politiques que d'instances religieuses tels que le Conseil français du culte musulman (CFCM) ou encore le Conseil représentatif des institutions juives de France (CRIF). Rappelant que « la liberté d’expression constitue l’un des principes fondamentaux de la République », le Premier ministre Jean-Marc Ayrault affirme pour sa part « sa désapprobation face à tout excès ».
François Fillon et Marine Le Pen défendent à cette occasion Charlie Hebdo. Ces caricatures sont par ailleurs perçues comme une provocation alors même que des émeutes secouent le monde musulman quelques jours après la diffusion d'une vidéo américaine qualifiée d'« anti-islam ». Une plainte est déposée au parquet de Paris contre Charlie Hebdo pour « provocation à la haine » par l'Association syrienne pour la liberté. Une autre plainte pour « diffamation » et « injure publique » est déposée à Meaux par l'Association des musulmans de Meaux et de sa région. Le site web du journal est, le jour même, piraté et rendu inaccessible.

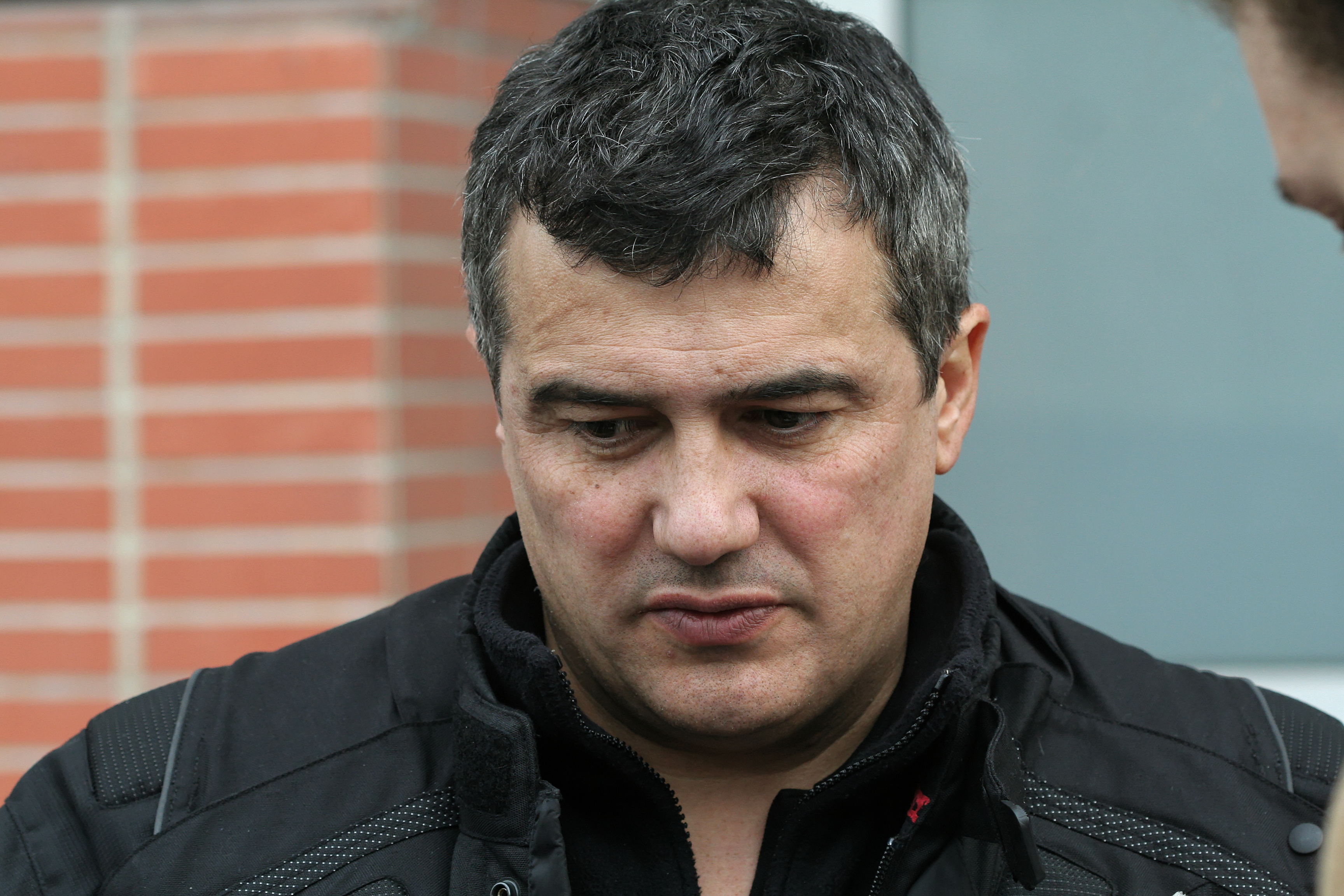
Patrick Pelloux après l'incendie des locaux de Charlie Hebdo.

Les plaintes, venues dans leur majorité des milieux d'extrême droite ou fondamentalistes catholiques à la fin des années 1990, se sont raréfiées depuis les années 2000, mais s'il est moins menacé sur le terrain judiciaire, le journal fait désormais l'objet de violences physiques relevant du vandalisme, puis du terrorisme. Charb déclare pourtant : « On a eu en vingt ans quatorze procès avec l'extrême droite catholique et un seul procès avec l'islam. Quel est le problème en France, c'est l'islam ou l'extrême droite catholique ? En tout cas, l'extrême droite catholique nous a coûté plus cher que l'islam »,. D'ailleurs, le nombre de unes consacrées aux religions en général, et à l'islam en particulier, reste très réduit. Charlie Hebdo n'en demeure pas moins attaqué par certaines franges de la gauche française : en décembre 2013, Olivier Cyran, ancien collaborateur du journal, publie sur le site Article 11 un texte accusant l'hebdomadaire de « névrose islamophobe ».
En 2014, tiré chaque mercredi à 45 000 exemplaires, le journal peine à écouler 30 000 ventes par semaine, alors que 35 000 sont nécessaires pour atteindre l'équilibre financier. En novembre 2014, le directeur de la publication Charb lance un appel aux dons en raison de ses difficultés financières persistantes et de ses dettes accumulées (50 000 euros en 2013, près du double en 2014), qui rapporte 200 000 euros.

### Charlie Hebdoquatrième époque (depuis janvier 2015)

#### 2015: attentat terroriste contre la rédaction

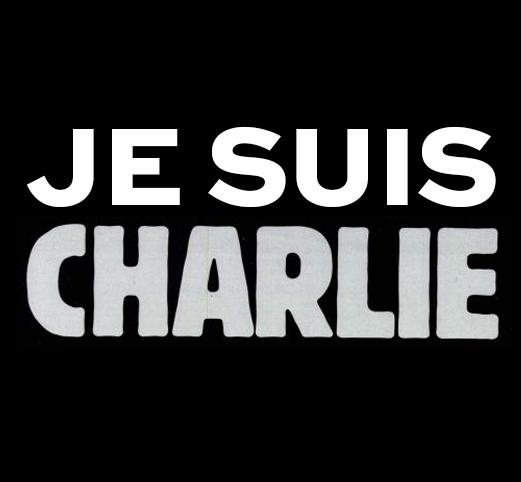
« Je suis Charlie », slogan utilisé en soutien aux victimes de l'attentat contre Charlie Hebdo puis plus largement en défense de la liberté d'expression.

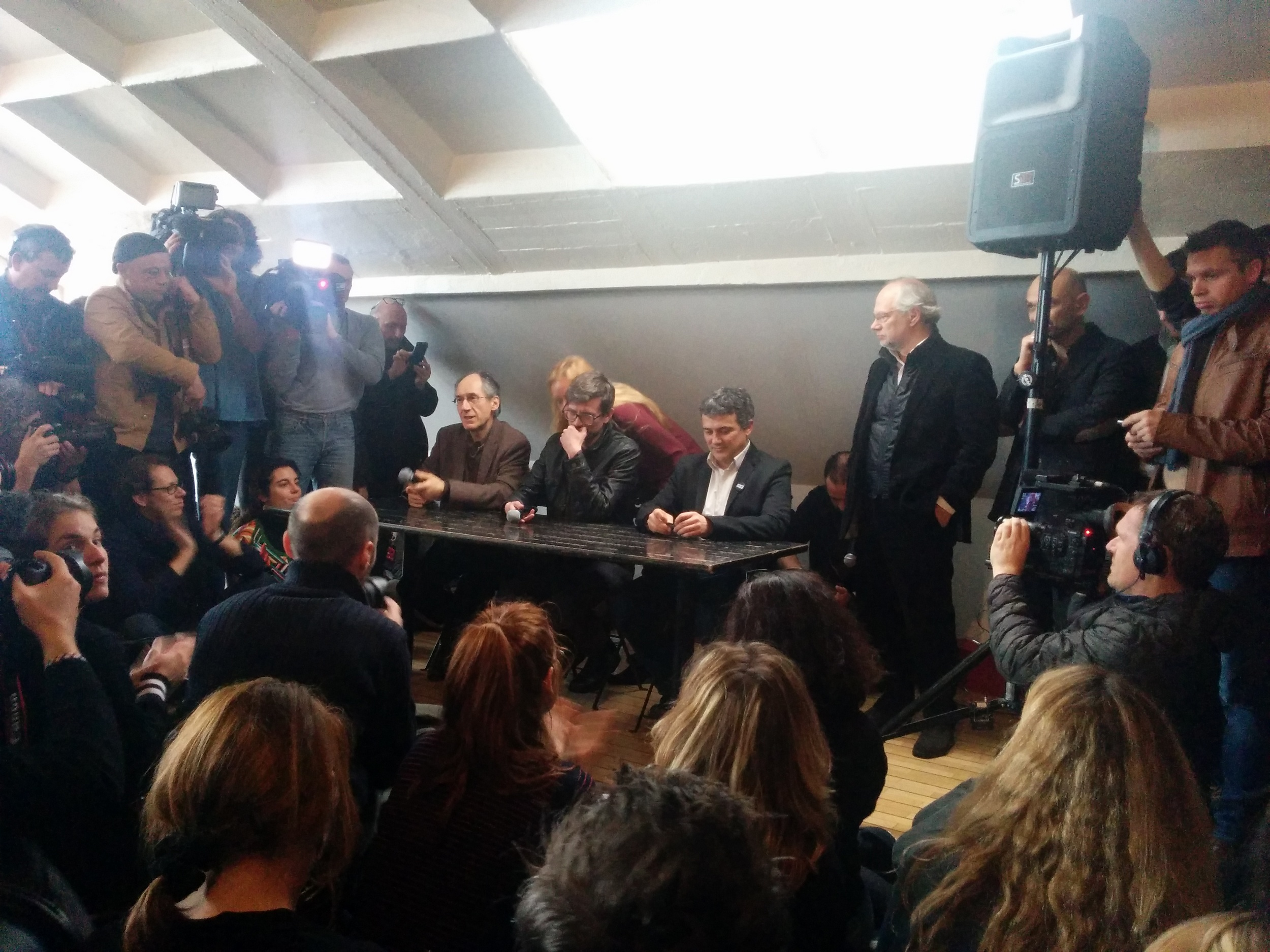
Conférence de presse de Charlie Hebdo, le 13 janvier 2015 dans les locaux de Libération ; (de gauche à droite) Gérard Biard, le dessinateur Luz, Patrick Pelloux et debout le directeur de Libération, Laurent Joffrin.

Le 7 janvier 2015 vers 11 h 30, deux islamistes radicaux, les frères Chérif et Saïd Kouachi, cagoulés et lourdement armés, font irruption dans les locaux du journal à Paris 11e et y ouvrent le feu à la kalachnikov. Ils tuent douze personnes dont deux policiers, et en blessent onze autres, dont quatre grièvement, ce qui constituait le bilan le plus meurtrier d'un attentat depuis 1961 en France, avant l'attentat du 13 novembre 2015. Cette attaque est désignée comme un « attentat terroriste » par le président de la République François Hollande.
Parmi les victimes se trouvent les dessinateurs Charb, Cabu, Honoré, Tignous, Wolinski et l'économiste Bernard Maris, la psychanalyste et chroniqueuse Elsa Cayat, Michel Renaud, invité de la rédaction, le correcteur Mustapha Ourrad, ainsi que deux policiers, Franck Brinsolaro et Ahmed Merabet — le premier étant chargé de la protection de Charb et le second alors qu'il patrouillait dans une rue proche du siège du journal — et un agent de maintenance, Frédéric Boisseau.
Le chroniqueur Patrick Pelloux affirme « le journal va continuer, ils n'ont pas gagné ». Il est d'ailleurs décidé le 8 janvier 2015, lendemain de l'attentat, que le nouveau numéro paraîtra le mercredi suivant, jour de sa parution habituelle. Il est exceptionnellement tiré à cinq millions d'exemplaires (un million d'impressions le mercredi de la parution dont 650 000 en France, puis 500 000 par jour pendant une semaine) pour éviter notamment la revente à des prix exorbitants sur Internet), traduit en seize langues et exporté dans plusieurs pays occidentaux le 15 janvier 2015,,. C'est de loin le plus grand tirage réalisé pour un périodique français (le record précédent étant de 2 200 000 exemplaires pour le numéro de France-Soir consacré à la mort du général de Gaulle). De plus, très tôt le matin du mercredi de la parution, il ne restait plus un seul exemplaire à vendre dans les points de vente français. Le journal, réalisé dans les locaux du journal Libération, a pour couverture un dessin de Luz qui représente le prophète Mahomet sur fond vert, la couleur de l'islam, une larme qui coule sur la joue, tenant une pancarte « Je suis Charlie », avec comme surtitre « Tout est pardonné ». Malgré la dénonciation univoque de ce drame, beaucoup de médias étrangers (notamment anglo-saxons) jouent d'effets pour éviter de montrer la une de ce numéro exceptionnel.

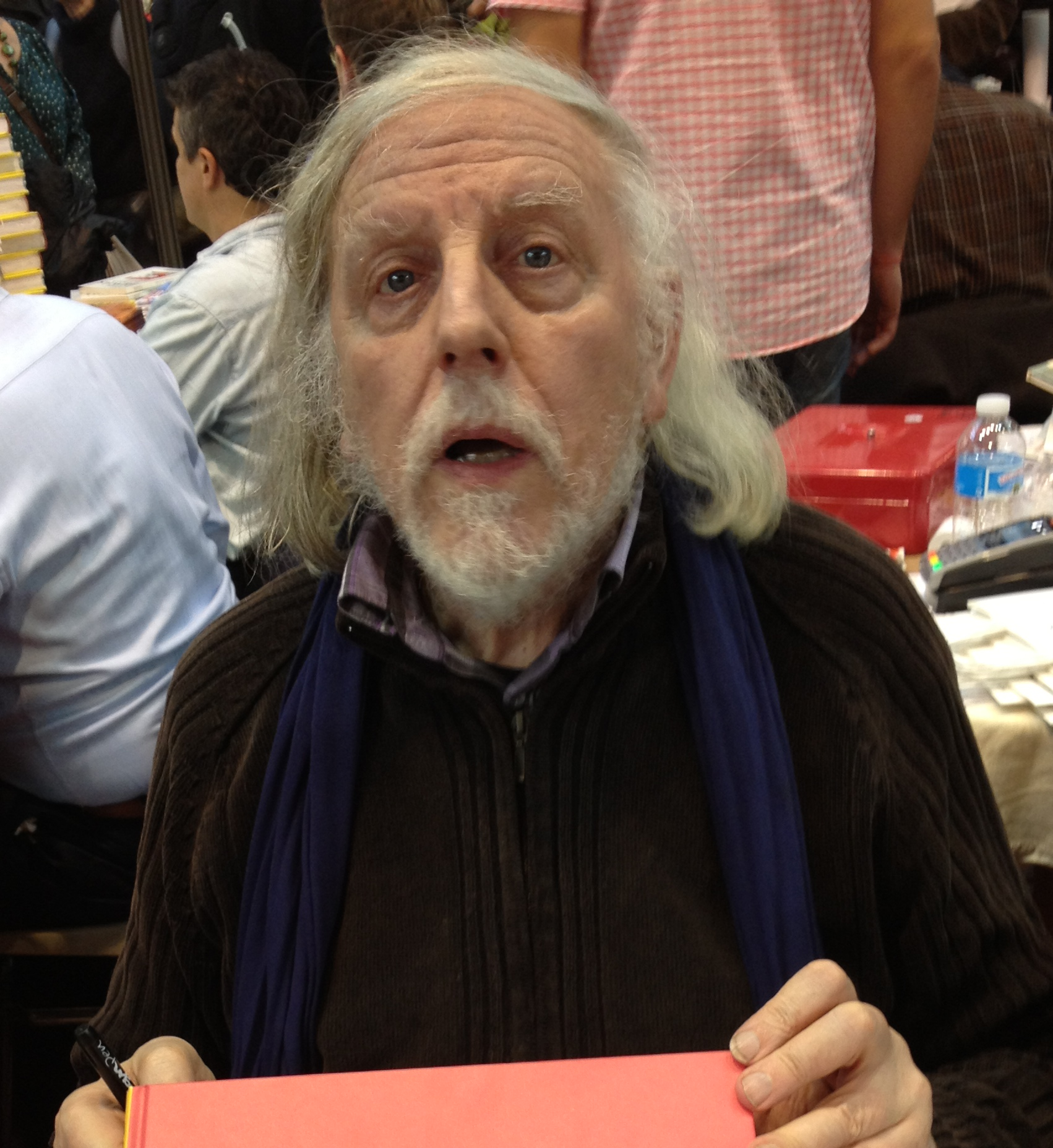
Philippe Honoré.

Dans les deux jours qui suivent l'attentat contre Charlie Hebdo, un complice des frères Kouachi assassine une policière, Clarissa Jean-Philippe et commet une prise d'otages visant des juifs, tuant quatre autres personnes. Le jour même de cette prise d'otages, Chérif et Saïd Kouachi sont abattus lors d'un affrontement avec les forces de l'ordre en Seine-et-Marne durant leur tentative de fuite. À la suite de cette série d'attentats, des marches citoyennes et républicaines, en solidarité avec Charlie Hebdo et avec les autres victimes, sont organisées le 10 et surtout le 11 janvier 2015 pour dénoncer le terrorisme et défendre la liberté d'expression. La marche du 11 janvier rassemble au bas mot deux millions de personnes à Paris, probablement bien davantage, puisque le personnel officiel chargé du décompte a été dépassé par le nombre. Il est estimé également entre un million et demi et deux millions dans le reste de la France. Cette manifestation a été qualifiée de « marche du siècle » française et considérée comme « la plus grosse manifestation française jamais recensée ». Elle rassemble également une cinquantaine de chefs d'État et de gouvernement, dont certains pourtant critiqués pour leurs pratiques en matière de liberté d'expression. Des manifestations spontanées, accompagnées d'hommages à Charlie Hebdo, sont organisées un peu partout dans le monde.
Le 14 janvier 2015, Al-Qaïda au Yémen revendique l'attentat contre Charlie Hebdo dans une vidéo. Le même jour, le journal sort son numéro 1178, à un tirage exceptionnel de trois millions d'exemplaires : le numéro est très rapidement en rupture de stock et finalement tiré à cinq millions d'exemplaires, puis à sept millions. Il est également disponible en version numérique sur les plates-formes Android, iOS et Windows en quatre langues (français, anglais, espagnol et arabe).
Le 20 janvier 2015, le dessinateur Riss affirme que « le prochain numéro ne paraîtra pas le 28 janvier, mais dans les semaines à venir ». Finalement, le numéro suivant (1179) sortira plus d'un mois après, le 25 février 2015.
Le 3 février 2015 le nombre d'abonnés de Charlie Hebdo dépasse les 200 000 contre 10 000 avant l'attentat terroriste. Les huit millions d'exemplaires vendus du numéro de janvier ont également fait rentrer dix millions d'euros de bénéfices dans les caisses du journal, les dons 1 750 000 euros, les aides du fonds d'Innovation numérique de la presse 250 000 euros et l'association Presse et Pluralisme 200 000 euros. En raison de ces énormes rentrées d'argent, des tensions sont apparues entre les nouveaux actionnaires sur la répartition des bénéfices,. La rédaction tente notamment d'éviter les problèmes de répartition des bénéfices qu'avait pu connaître le journal par le passé, comme lorsque Philippe Val et Cabu s'étaient partagé d'importants dividendes sur les bénéfices du numéro sur les caricatures de Mahomet sans en informer le reste de l'équipe.
En février 2015, l'avocat de Charlie Hebdo Richard Malka cherche à faire interdire Charpie Hebdo, un magazine pastichant Charlie Hebdo.
Le 20 février 2015, Zineb El Rhazoui et son mari, l'écrivain marocain Jaouad Benaissi, sont menacés de mort sur Twitter.
En mai 2015, après avoir critiqué la direction, la journaliste Zineb El Rhazoui est convoquée à un entretien préalable à un licenciement pour faute grave, mais sa mise à pied ne débouche finalement pas sur un licenciement.
Il est prévu initialement que les plus de quatre millions d’euros de dons reçus pour les familles des victimes seront répartis par un comité de personnalités indépendantes. In fine, la veuve d'un des journalistes tués accuse le journal d'avoir détourné des millions d'euros.

#### Poursuite de la vie du journal

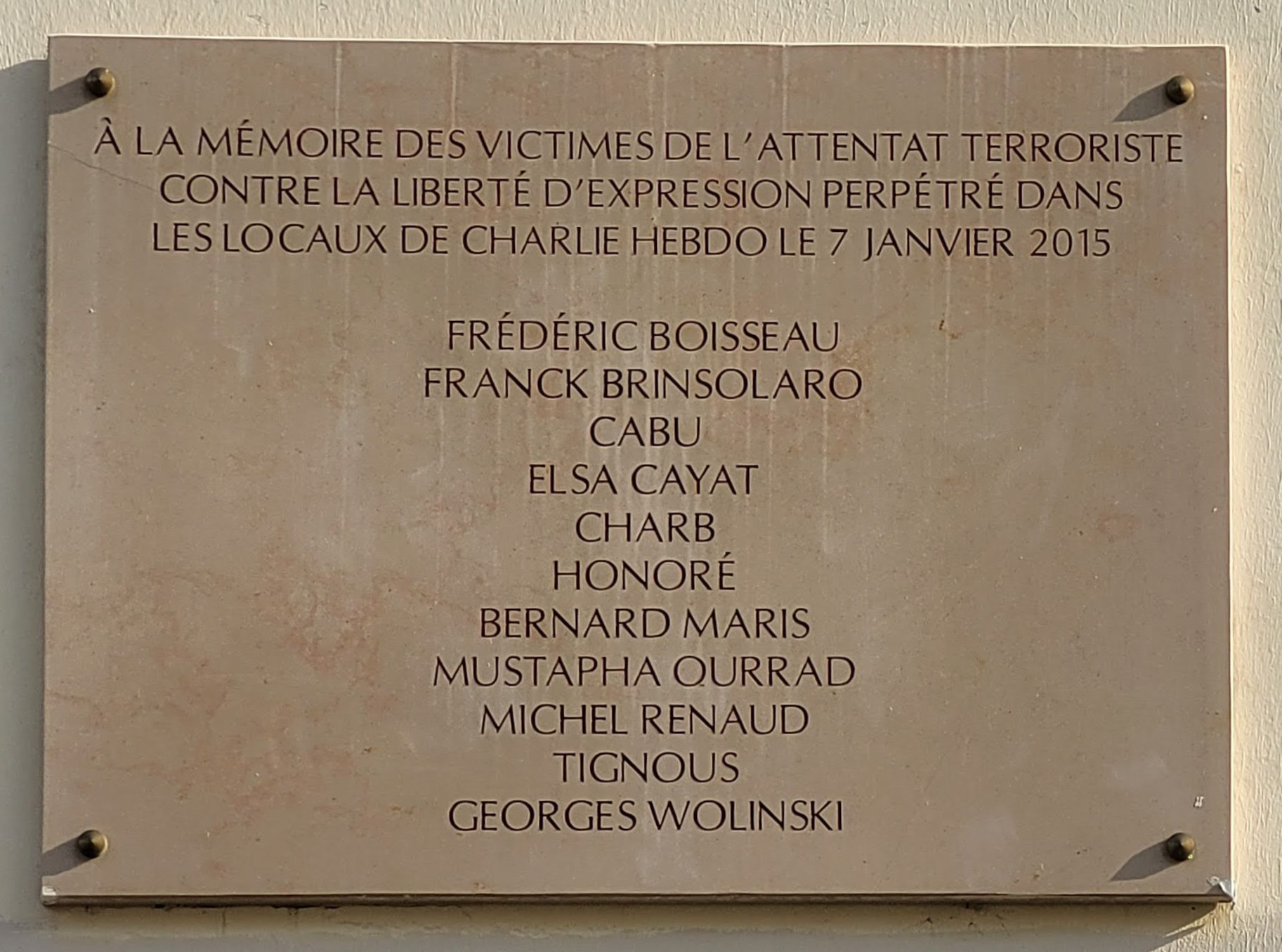
Plaque commémorative de l'attentat contre le journal Charlie Hebdo apposée au 10, rue Nicolas-Appert, 75011 Paris, siège du journal jusqu’au jour de l'attentat.

Charlie Hebdo adopte le 24 juin 2015 le statut d'entreprise solidaire de presse. En 2015, 100 % des bénéfices seront réinvestis (le nouveau statut exigeant au moins 70 %), avec 10  à   15 millions d’euros d’excédent prévu, et 100 000 exemplaires vendus en kiosque et 210 000 abonnés. Toutefois, la question d'une nouvelle répartition de l'actionnariat (actuellement détenu à 70 % par Riss et 30 % par le directeur financier, Éric Portheault, qui ont ensemble racheté les 40 % que détenait la famille de Charb), contestée par certains journalistes reste à négocier. Le journal annonce une nouvelle formule pour septembre 2015 et a emménagé à l'automne 2015 dans de nouveaux locaux sécurisés. Le journal cherche à faire émerger une nouvelle génération de dessinateurs et relancer le projet de fondation consacrée au dessin de presse.
En janvier 2016, le nombre d'abonnés au journal est de plus de 180 000 puis chute à 60 000 en juin, les « abonnements de soutien » de janvier 2015 ayant pris fin. Mais le journal garde un bon niveau de vente en kiosque : 60 000 par semaine, contre 20 000 avant l'attentat. Au total, le nombre d'exemplaires vendus par semaine (kiosque et abonnements) s'élèvent donc à 240 000 en janvier 2016 puis à 120 000 en juin 2016.
En janvier 2017, selon la direction, Charlie Hebdo se vend en kiosque à 50 000 exemplaires chaque semaine, et 50 000 abonnés continuent à le recevoir à leur domicile, soit au total 100 000 exemplaires vendus.
En novembre 2017, après la publication en une d'une caricature consacrée à l'islamologue Tariq Ramadan, le journal est à nouveau l'objet de nombreuses menaces de mort,.
En janvier 2018, la direction explique que plus de 15 000 exemplaires doivent être vendus uniquement pour payer la sécurisation des locaux, soit « plus d'un exemplaire sur deux vendus en kiosque ». Le chiffre des ventes en kiosque serait donc tombé à moins de 30 000 exemplaires fin 2017.
En juin 2019, Riss annonce vouloir ouvrir le capital de Charlie Hebdo à trois collaborateurs arrivés après les attentats de janvier 2015. L'actionnaire majoritaire du journal (66 %) a effectué cette annonce alors que le chiffre des ventes est en perpétuelle baisse depuis plusieurs mois avec une chute de 10 000 exemplaires par semaine depuis un an.
En septembre 2020, les ventes se stabilisent, Charlie Hebdo se vend chaque semaine à environ 55 000 exemplaires dont 30 000 par abonnement.
En 2023, Riss, devenu détenteur de 100 % du capital, est le seul propriétaire du journal.

#### Procès des attentats, republication des caricatures de Mahomet et menaces terroristes
Le 2 septembre 2020, Charlie Hebdo décide de republier les caricatures de Mahomet qui avaient été invoquées comme mobile par les auteurs des attentats de janvier 2015 alors que débute le procès des complices présumés des auteurs le même jour. La rédaction du journal déclare ne pas vouloir céder à la peur et la menace : « Nous ne nous coucherons jamais. Nous ne renoncerons jamais. » La publication provoque des réactions hostiles dans certains pays musulmans : manifestation et condamnation par le gouvernement au Pakistan, où le blasphème peut entraîner la peine de mort ou l'assassinat, condamnation par le gouvernement turc qui estime qu’il est « inadmissible » de justifier la publication au nom de la liberté d’expression. La Turquie critique également le président Emmanuel Macron qui a défendu le jour de la publication « la liberté de blasphémer ». L'institution Al-Azhar basée au Caire condamne également la publication tout en condamnant les attentats, stipulant que « l’islam exècre tout acte de violence ».
Le 21 septembre, alors que le procès se poursuit, la directrice des ressources humaines de Charlie Hebdo est exfiltrée de son domicile de manière définitive à la suite de menaces d'Al-Qaïda et d'appels au meurtre. Elle évoque « un niveau de haine hallucinant autour de Charlie Hebdo » et accuse Jean-Luc Mélenchon et d'autres politiciens de l'alimenter. Le lendemain, l'Assemblée nationale fait une standing ovation pour la soutenir. Le 25 septembre, une attaque terroriste islamique au tranchoir de boucher près des anciens locaux de Charlie Hebdo fait deux blessés. L'individu voulait mettre le feu aux locaux de Charlie Hebdo, ignorant que la rédaction avait déménagé. Le 16 octobre 2020 a lieu l'attentat de Conflans-Sainte-Honorine, une attaque terroriste islamiste où Samuel Paty, un professeur d'histoire-géographie, est décapité. Dix jours auparavant l'enseignant avait utilisé deux caricatures de Mahomet issues de Charlie Hebdo dans le cadre d'un cours d'enseignement moral et civique sur la liberté d'expression, ce qui avait suscité la colère d'un parent d'élève musulman ainsi que d'un militant islamiste radical qui avaient ensuite publié sur les réseaux sociaux plusieurs vidéos qui avaient pris un aspect viral. Le 27 octobre, le Conseil des sages musulmans basé à Abou Dabi « a décidé de mettre en place un comité de juristes internationaux pour poursuivre en justice Charlie Hebdo » et indique qu’il envisage « poursuivre en justice quiconque offense l’islam et ses symboles sacrés ». Cette annonce a lieu après que le président Emmanuel Macron a promis de ne pas « renoncer aux caricatures » de Mahomet lors d’un hommage à Samuel Paty, ce qui a provoqué des critiques, des manifestations et une campagne de boycott des produits français dans plusieurs pays musulmans. Le 29 octobre, une attaque au couteau dans la basilique Notre-Dame-de-l'Assomption à Nice fait 3 morts et 1 blessé (l'auteur). Les motivations de ce dernier, arrivé en Europe depuis la Tunisie le mois précédent, auraient été liées à la republication des caricatures.

#### Fuite de données
Le 4 janvier 2023, le journal publie des dizaines de caricatures du régime iranien reçues durant le mois précédent dans le cadre d'« un concours international de caricatures du Guide suprême de la République islamique d’Iran. » Le même jour, le journal subit un piratage de son site commercial. Ce piratage a pour conséquence une fuite de données des abonnés de novembre à décembre 2022,,.

## Polémiques

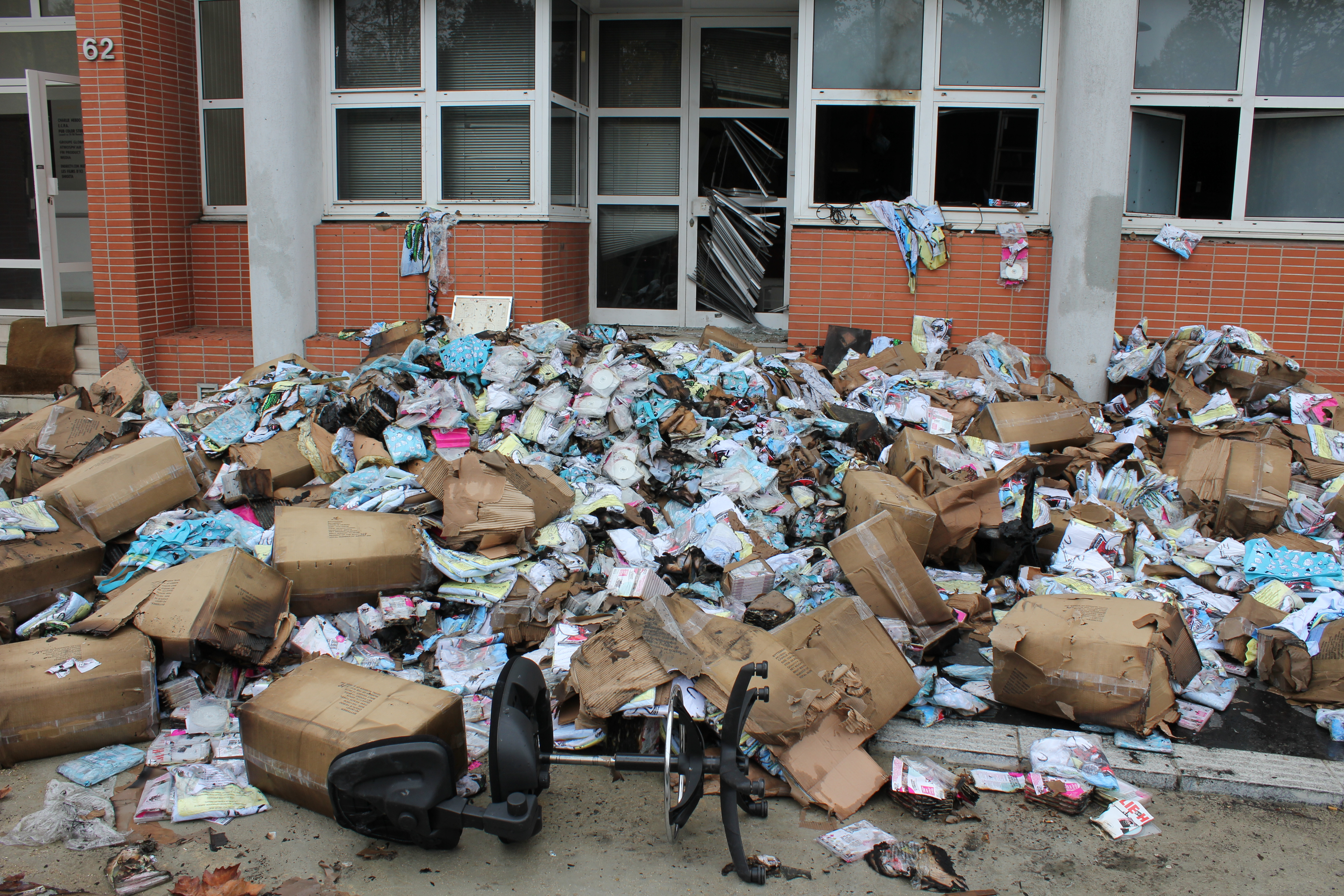
Détritus à la suite de l'incendie des locaux

### Procès et condamnations
Du fait de sa ligne éditoriale polémique, Charlie Hebdo a fait l'objet de nombreuses actions en justice. Depuis sa renaissance en 1992, l'hebdomadaire a connu une cinquantaine de procès, soit en moyenne un tous les six mois. Les plaintes sont venues notamment de personnalités et de partis politiques d'extrême droite, d'autres médias et de journalistes, et d'associations religieuses (catholiques ou musulmanes), mais aussi d'une association de harkis qui a obtenu, à la suite d'une tribune de Siné, la condamnation du journal à 30 000 francs d'amende. Entre 1992 et 2015, le journal a été relaxé dans la majorité des affaires le concernant : il a été condamné à neuf reprises, essentiellement pour injure.
En décembre 2023, l’hebdomadaire satirique est condamné pour diffamation à une amende de 3000 euros avec sursis et 3000 euros à verser à une association qui gère une école musulmane de Valence. Celle-ci reprochait un article de Charlie Hebdo qui l’accusait d'être en lien avec les Frères musulmans,. La direction du journal indique vouloir faire appel de la décision judiciaire,. Le 23 avril 2024, l’hebdomadaire satirique est relaxé en appel, la cour d'appel estime qu'« aucun des propos poursuivis n'étant diffamatoire ». L'association Valeurs et Réussite qui gère l'école annonce se pourvoir en cassation.

### Litige avec le Professeur Choron
Le professeur Choron était propriétaire de Hara-Kiri et autres titres des Éditions du Square, mais le titre Charlie Hebdo ne fut jamais déposé légalement. C'est Choron qui avait été directeur de toutes les publications « hara-kiriennes » des éditions du Square et en assurait la gestion financière. Selon Cavanna, sans lui, Hara-Kiri n'aurait jamais pu exister, pas plus que les publications qui en émanèrent, dont Hara-Kiri hebdo renommé en Charlie Hebdo à la suite de l'interdiction du premier. S'il accepta de prendre tous les risques financiers (nombreux procès et mauvaises ventes pour certains titres), il fut, de par sa personnalité même, un très mauvais gestionnaire.
Mécontent de n'avoir pas été invité à diriger le nouveau Charlie Hebdo lors de la relance du titre en 1992, Choron réagit en lançant de son côté une nouvelle version de Hara-Kiri, qui a peu de succès et finit par disparaître. Il intente en 1993 un procès à Charlie Hebdo, en revendiquant la paternité du titre du journal, mais est débouté. Par décision de la troisième chambre du tribunal de grande instance de Paris, le 25 octobre 1995, Cavanna est reconnu de droit comme l'auteur du titre. Pour des raisons strictement juridiques, les membres de l'équipe historique ne font pas valoir, lors du procès, leur droit à être, collectivement, les détenteurs du titre, seul le droit d'auteur étant invoqué. Delfeil de Ton révèle toutefois dans sa chronique du Nouvel Observateur le 14 août 2008 que chaque membre de la nouvelle équipe avait livré au tribunal un papier signé attestant que Cavanna était l'unique inventeur du titre. Delfeil de Ton qualifie après coup ces témoignages de fabulation, le titre ayant été selon lui trouvé collectivement par toute l'équipe. Val et Cabu démentent les propos de Delfeil de Ton dans un droit de réponse publié dans le même magazine. En 2000, Choron collabore à une nouvelle relance de Hara-Kiri, dirigée par André Bercoff. C'est cette fois Cavanna qui intente une action en justice, et finit deux ans plus tard par obtenir la propriété du titre Hara-Kiri et de la formule « journal bête et méchant », qui figure dès lors dans un bandeau sur la quatrième de couverture de Charlie Hebdo regroupant les « couvertures auxquelles vous avez échappé ». Par la suite, Cavanna, qui envisage de relancer Hara-Kiri, rend visite à Choron pour lui proposer d'y participer, mais ce dernier refuse.
Dans le livre Les Années Charlie, paru en 2004, Choron n'est cité que brièvement dans une préface de Cavanna (il y est fait mention de l'odeur de ses cigarettes dans les locaux du journal, ainsi que de sa « gestion pour le moins aventureuse »). La plus célèbre Une du journal, « Bal tragique à Colombey », dont il est l'auteur, ne lui est pas attribuée non plus. En 2009, le documentaire Choron dernière, réalisé par Pierre Carles et Éric Martin, se veut autant sinon plus une attaque contre le Charlie Hebdo contemporain qu'un hommage à Choron.

### Gestion du journal par Philippe Val
Diverses polémiques ont accompagné la direction de Charlie Hebdo par Philippe Val, qu'il s'agisse de la ligne éditoriale ou du fonctionnement interne du journal. Val décidait seul du dessin sélectionné pour être publié en une, décision qui était prise à l'unanimité avant 1981. Le style de gestion de Val, jugé autoritaire, entraîne des tensions croissantes au sein de la rédaction durant les années 2000. Les éditoriaux de Philippe Val, qui cite volontiers Spinoza, semblent se prendre de plus en plus au sérieux : l'humour se fait plus rare dans les pages de Charlie Hebdo, les articles de Caroline Fourest contribuant à l'évolution du ton du journal. Par ailleurs, bien qu'indépendant de toute forme de publicité, Charlie Hebdo conclut un accord avec le journal Libération et affiche chaque semaine dans ses pages une publicité (la seule) présentant la une de ce journal. Charlie Hebdo connaît également des tensions liées aux sujets qui divisent la gauche française, notamment le conflit israélo-palestinien, Philippe Val étant nettement pro-israélien. Les tensions entre Philippe Val, qui évolue vers la gauche modérée, et les rédacteurs proches de la gauche radicale entraînent une série de départs au gré des conflits de personne. Philippe Corcuff, l'un des partants, accuse Val de « construire une vision du monde qui ressemble un peu au néoconservatisme américain de Samuel Huntington ». Les divisions de la rédaction sont notamment illustrées en 2008 par le licenciement de Siné, que Val accuse d'antisémitisme. En 2008, le journaliste Arthur, ancien collaborateur du journal, reproche à Val d'avoir « [multiplié] les exclusions et [encouragé] les départs sous les yeux complices de Cabu et indifférents de Cavanna » et de s'être imposé comme « seul maître à bord, avec ses éditos bobos dans le vent socialo, pénibles digressions moralisatrices et sans humour truffées de citations ».
Outre son mode de gestion et sa ligne éditoriale, Philippe Val est également critiqué pour sa gestion financière. En 2007, la publication du numéro comportant les caricatures de Mahomet permet au journal de dégager un bénéfice de presque un million d’euros. Philippe Val et Cabu, auteur du dessin de une, touchent alors 300 000 euros de dividendes chacun, ce que le reste de l'équipe découvre l'année suivante dans la presse. Delfeil de Ton, quant à lui, affirme que Val et Cabu se sont partagé à eux deux 40 % des parts de la société éditrice ; en 2015, interviewé dans un documentaire de Denis Robert consacré à Cavanna, il déclare que Val et Richard Malka, avocat du journal, ont « spolié » Cavanna en ne lui laissant que 0,4 % des parts de Charlie Hebdo.
Philippe Val quitte Charlie Hebdo en mai 2009, lorsqu'il décide de rejoindre Jean-Luc Hees, le nouveau président de Radio France, qui le nomme à la tête de France Inter.

### Licenciement de Siné
Dans le numéro du 2 juillet 2008, Siné, dans sa chronique hebdomadaire « Siné sème sa zone », ironise sur l'ascension de Jean Sarkozy. Il y fait notamment allusion aux fiançailles de celui-ci avec l'héritière, de confession juive, des fondateurs du groupe Darty, et à une possible conversion au judaïsme (rumeur lancée par Patrick Gaubert, président de la LICRA dans Libération du 23 juin 2008). L'entourage de Jean Sarkozy signale cette chronique à Claude Askolovitch du Nouvel observateur, qui la déclare « antisémite » sur RTL. Philippe Val, qui affirme l'avoir publiée sans la lire, reçoit un coup de téléphone d'un proche collaborateur de Jean Sarkozy, écrit une lettre d'excuse et demande à Siné de la signer. Il est également prévu que la rédaction du journal dans son ensemble signe un texte désavouant l'article de Siné. Ce texte ne sera finalement pas publié, une partie de la rédaction — notamment Michel Polac — refusant de s'y associer, mais Siné considère néanmoins cette initiative comme une « pétition contre lui » et refuse alors de présenter des excuses. Philippe Val annonce dans le numéro du 16 juillet la fin de la collaboration du journal avec Siné. Celui-ci accuse alors Val d'avoir cherché un prétexte pour le licencier en raison de leur désaccord à propos de Denis Robert et Clearstream pour lequel il l'attaquait également dans le même article, l'avocat de Charlie Hebdo, Richard Malka, ayant aussi été l'avocat de Clearstream durant l'affaire Clearstream 1.
L'éviction de Siné entraîne une vive polémique médiatique. Deux tendances opposées s'affrontent dans les médias français, l'une prenant la défense de Siné, l'autre dénonçant ses propos comme étant antisémites. Philippe Val fait l'objet de nombreuses attaques affirmant que la chronique incriminée n'aurait été qu'un prétexte pour se débarrasser d'un collaborateur historique de Charlie Hebdo avec lequel il avait très peu d'affinités. Des pétitions sont lancées dans les deux camps, et de nombreuses personnalités prennent parti pour l'un ou l'autre.
Siné est cité à comparaître le 9 septembre 2008 devant la sixième chambre correctionnelle (presse) du tribunal de grande instance de Lyon par la Licra pour « incitation à la haine raciale ». L'audience sur le fond a été fixée au 29 janvier 2009. Elle se tient finalement les 27 et 28 janvier 2009. Le 10 septembre 2008, Siné lance son propre hebdomadaire : Siné Hebdo. Le 24 février 2009, il est relaxé à Lyon, les juges considérant que Siné avait usé de son droit à la satire.
Le 30 novembre 2010, le tribunal de grande instance de Paris condamne la société les éditions Rotative, société éditrice du journal Charlie Hebdo, à payer à Siné 40 000 euros de dommages et intérêts pour rupture abusive de leur collaboration. En décembre 2012, la cour d’appel de Paris confirme la condamnation de Charlie Hebdo et augmente le montant des dommages et intérêts à 90 000 euros.

### Plainte pour abus de confiance
En juin 2016, Gala Renaud, veuve de Michel Renaud, victime de l'attentat du 7 janvier 2015, a porté plainte contre Charlie Hebdo, accusant le journal de « détourner » des millions destinés aux survivants et aux familles des victimes. Selon L'Obs, elle rappelait au procureur de la République « que Philippe Val, ancien directeur de Charlie, avait annoncé que l'intégralité des recettes de la vente du numéro des survivants devait être versée aux rescapés et aux familles des victimes. » Or Philippe Val n'était plus à Charlie Hebdo depuis 2009. Cette plainte a été classée sans suite.
En mars 2017, Gala Renaud relance sa plainte, contre Charlie Hebdo et son directeur Riss pour abus de confiance aggravé. Elle estime que les recettes sur la vente du numéro spécial publié juste après l'attentat, soit 12 millions d'euros, auraient dû être versées aux familles des victimes, comme s'y étaient engagés publiquement certains membres du journal. La direction de Charlie Hebdo ne leur a versé, en octobre 2016, que le montant des dons reçus, soit 4,1 millions d'euros.
La réaction de Riss est que cette dernière procédure est absurde : « Dans le chaos du mois de janvier, tout le monde s'exprimait. Mais les responsables officiels de Charlie n'ont jamais dit publiquement que les recettes du numéro spécial iraient aux victimes. À l'époque, on n'avait du reste pas la moindre idée de ce que ça pouvait rapporter. »

### ÉcoleValeur et réussitede Valence
En juillet 2022, Laure Daussy publie dans Charlie Hebdo un article sur l’école privée musulmane « Valeur et réussite » située à Valence, la décrivant comme « proche des Frères musulmans » et appliquant des méthodes éducatives extrêmement conservatrices. En octobre 2022, une enquête de David Perrotin dans Mediapart pointe un grand nombre d'erreurs et d'exemples de mauvaise foi dans cet article, qui aboutit pourtant à remettre en cause un projet immobilier avec la ville de Valence. L'école attaque alors Laure Daussy et Charlie Hebdo pour diffamation auprès du tribunal correctionnel de Valence. Le 21 décembre 2023 l'hebdomadaire est condamné à 3 000 euros au titre du préjudice moral, 2 000 euros pour les frais de procédure et à la publication d'un communiqué indiquant sa condamnation. Le jugement désavoue sévèrement le travail de Laure Daussy dont l'enquête « n'a pas présenté le minimum de sérieux exigé. » Charlie Hebdo , défendu par Richard Malka, annonce faire appel.

### Caricature de Danièle Obono et accusations de racisme
En octobre 2023, le journal publie une caricature de Danièle Obono à la suite de son refus de qualifier le Hamas d’organisation terroriste. Plusieurs membres de La France insoumise ont réagi : Mathilde Panot a dénoncé « le retour des caricatures racistes et antisémites » et Rachel Keke a considéré le dessin « digne du pire des torchons d'extrême-droite ».

## Équipes

### Direction
La rédaction de Charlie Hebdo est composée de journalistes et de dessinateurs, qui sont aussi des chroniqueurs.
De mai 2009 jusqu'à son assassinat le 7 janvier 2015, le directeur de la publication était le dessinateur/chroniqueur Charb. Le directeur de la rédaction est le dessinateur Riss avec pour adjointe la journaliste Sylvie Coma ; enfin, le dessinateur Cabu était, jusqu'à son assassinat le 7 janvier 2015, directeur artistique de l'hebdomadaire satirique. La rédaction en chef est assurée par le journaliste Gérard Biard.
Depuis le 20 janvier 2015, le directeur de la publication et gérant est le dessinateur Riss, qui reste également directeur de la rédaction,. Luz a quitté le journal en septembre 2015. La rédaction en chef reste assurée par le journaliste Gérard Biard.

### Dessinateurs

#### Réguliers
- Dilem (Ali Dilem)
- Biche
- Coco (Corinne Rey)
- Faujour
- Félix
- Foolz (Walter Foolz)
- Guiduch
- Juin (Pierrick Juin)
- Kuper (Peter Kuper)
- Riss (Laurent Sourisseau)
- Schvartz (Loïc Schvartz)
- Vuillemin (Philippe Vuillemin)
- Willem (Bernhard Willem Holtrop)
- Zorro

#### Anciens
- Babouse (François-Henry Monier)
- Besse (Camille Besse)
- Bernar (mort en 2006)
- Blutch (auteur du feuilleton Le petit Christian paru aux éditions L'Association, dont quelques planches ont été publiées par Charlie Hebdo durant l'été 2008)
- Cabu (assassiné le 7 janvier 2015)
- Catherine (Catherine Meurisse)
- Carali (Paul Karali)
- Charb (assassiné le 7 janvier 2015)
- Fournier (Charlie Hebdo première époque, mort en 1973)
- Gébé (mort en 2004)
- Honoré (assassiné le 7 janvier 2015)
- Antony Huchette
- Gros (Pascal Gros)
- Louison (Louise Angelergues)
- Jacques Tardi (de 1992 à 1996)
- Jean-Marc Reiser (mort en 1983)
- Joann Sfar (a quitté le journal en 2005)
- Erwann Surcouf
- Jul (a quitté le journal en 2011)
- Kamagurka (Luc Zeebroeck) - dessinateur humoriste belge.
- Pétillon (René Pétillon)
- Marc Large
- Lefred Thouron (a quitté le journal en août 1996 lorsque son dessin sur l'arrestation de Patrick Font pour abus sexuel sur mineur a été refusé par Philippe Val)
- Luz (Renald Luzier, a quitté le journal en septembre 2015)
- Mougey (2001-2003 puis 2008, entre au Canard enchaîné en juin 2010)
- Riad Sattouf  (a quitté le journal en 2014)
- Rousso (Robert Rousso)
- Charlie Schlingo  (mort en 2005)
- Siné (licencié en juillet 2008)
- Tignous (assassiné le 7 janvier 2015)
- Wolinski (assassiné le 7 janvier 2015)

### Rédacteurs

#### Réguliers
- Antonio Fischetti (sciences, écologie)
- Fabrice Nicolino (écologie)
- Gérard Biard (éditorial, international)
- Iegor Gran (chroniqueur)[198]
- Jean-Baptiste Thoret (critique cinéma)
- Jean-Yves Camus (mouvements d'extrême droite)
- Laurent Léger (enquêtes)
- Luce Lapin (protection animale)
- Mathieu Madénian (chroniqueur)
- Philippe Lançon (chroniqueur)
- Sylvie Coma (social)

#### Occasionnels
- Alexandre Benech (mouvements d'extrême droite)
- Ben Cramer (nucléaire militaire)
- Éric Simon (international)
- Gilles Rof
- Guillaume Erner
- Hélène Constanty (enquêtes)
- Lou Forster (critique théâtre)
- Luc Richard (Chine, Asie)
- Marine Chanel (social)
- Natacha Parra (environnement)
- Philippe Laurent (histoire)
- Raphaël Chevrier (sciences)
- Roger Lenglet (enquêtes)
- Sigolène Vinson (justice)
- Solène Chalvon
- Valérie Manteau (critique livres)

#### Anciens
- Agathe André (2003-2010)
- André Adoutte (1947-2002). Membre de l'Académie des sciences, section Biologie animale et végétale. Professeur à l'université Paris-Sud Orsay. Directeur du centre de génétique moléculaire du CNRS.
- André Langaney (chroniques scientifiques)
- Anne-Sophie Mercier (2006[réf. souhaitée]-2010, politique intérieure)
- Bernard Maris, alias Oncle Bernard (éditorial, économie - assassiné le 7 janvier 2015)
- Caroline Fourest (2003-2009)[199]
- Cavanna (chroniqueur, mort en 2014)
- Charb (directeur de publication et chroniqueur - assassiné le 7 janvier 2015)
- Coluche (Charlie Hebdo première époque, mort en 1986)
- Delfeil de Ton (Charlie Hebdo première époque)
- Elsa Cayat (psychanalyste, chroniqueuse - assassinée le 7 janvier 2015)
- Emmanuelle Veil (2001-2009, a rejoint Siné Hebdo en février 2009[200])
- Fiammetta Venner (2003-2009)[199]
- François Camé (1996-1999, quitte Charlie Hebdo car reprochant à Philippe Val en tant que patron du journal son "autoritarisme")
- Frédéric H. Fajardie (a quitté le journal à la suite de profonds désaccords avec Philippe Val auquel il reproche son « stalinisme dans [ses] rapports à l'autre »)
- Grégory Lassus-Debat (ancien stagiaire, fondateur du mensuel Causette)
- Marie Darrieussecq
- Guillaume Dasquié (avril 2009 - juillet 2010)
- Guillaume Lecointre (chroniques scientifiques)
- Jean-Luc Hees (2008, campagne présidentielle américaine)
- Jean-Patrick Manchette (1979-1982, chroniques de cinéma, mort en 1995)
- Liliane Roudière (a rejoint Siné Hebdo en février 2009[200] puis Causette en mars 2009)
- Michel Boujut (1993 - 2003, critique cinéma)
- Michel Polac (critique livres, mort en 2012)
- Mona Chollet (2001-2004, quitte Charlie Hebdo pour divergence de fond)
- Olivier Cyran (1992-2002, quitte Charlie Hebdo pour divergence de fond)
- Patrick Font
- Patrick Raynal (2005, critique littéraire)
- Paule Drouault, journaliste[201]
- Philippe Corcuff (2001-2004, quitte Charlie Hebdo pour cause de divergence politique avec Philippe Val[202])
- Philippe Val (quitte Charlie Hebdo en mai 2009 pour la direction de France Inter)
- Professeur Choron (Charlie Hebdo première époque, mort en 2005)
- Renaud (2016-?)
- Stéphane Bou (?-2009)
- Sylvie Caster (Charlie Hebdo première époque)
- Xavier Pasquini (chroniques sur le cléricalisme et les sectes, mort en 2000)
- Patrick Pelloux (chroniqueur, santé, jusqu'en 2015)
- Zineb El Rhazoui (religions, quitte Charlie Hebdo en 2016)

### Rubriques et personnages de fictions
- « L'Édito » (Riss)
- « À la manivelle » (Gérard Biard)
- « Hors la loi » (Sigolène Vinson)
- « L'Hérétique de la semaine » (Zineb El Rhazoui)
- « La France au bout du tunnel »
- « Le Monde vu de la Terre »
- « Économie » (Jacques Littauer)
- « Dans le jacuzzi des ondes » (Philippe Lançon)
- « L'Empire des Sciences » (Antonio Fischetti)
- « Histoires d'Urgences » (Patrick Pelloux)
- « Stouf le Skin » (Luz et Sarah Constantin)
- « La Carte postale de Mathieu Madénian »
- « Paris - Pontoise » (Charb)
- « Les Puces » (Luce Lapin)
- « Les Couvertures auxquelles vous avez échappé » (collectif dessinateurs)

## Hommages et controverses

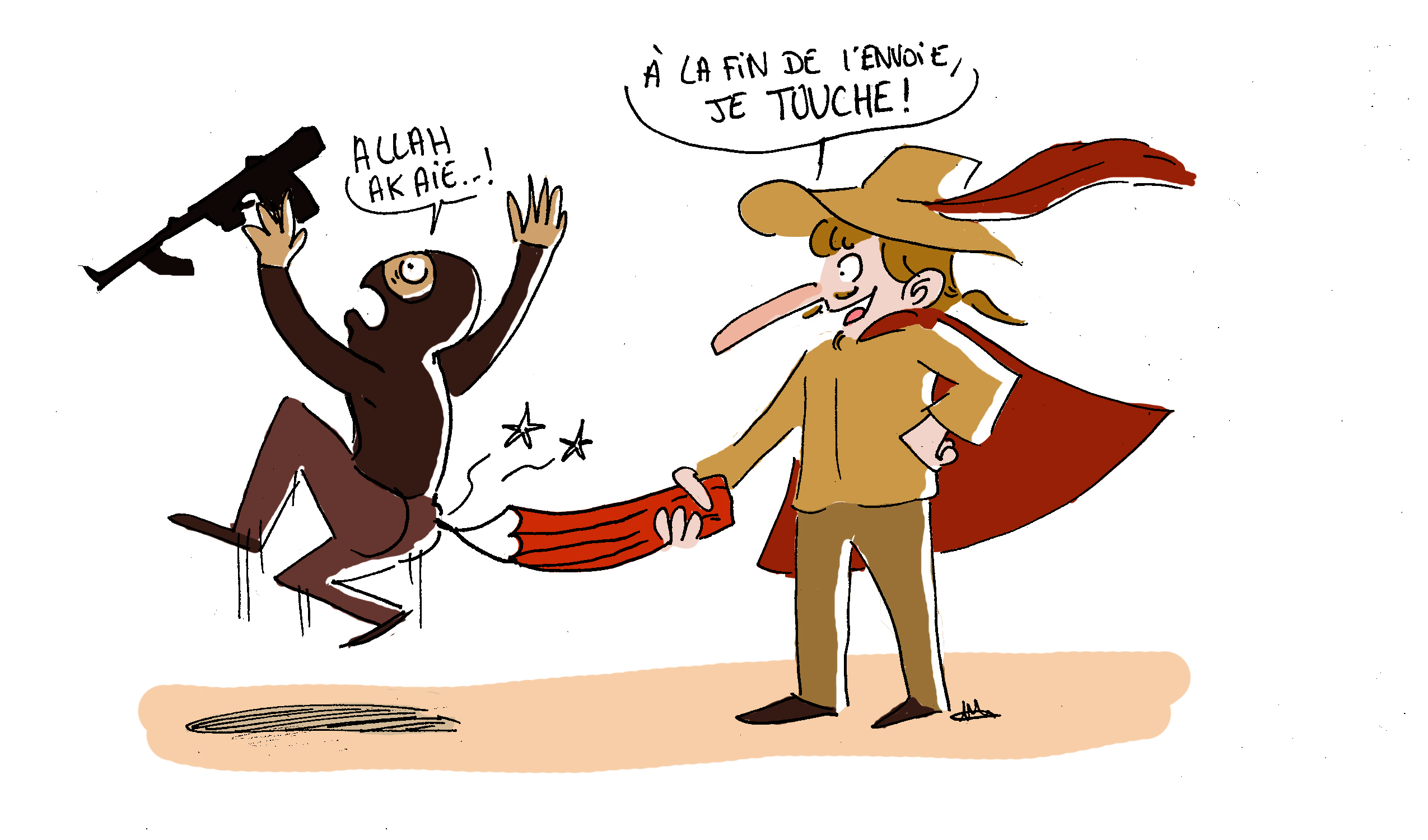
Qu’à la fin de l’envoi, je touche ! (Premiers engagements de fer.)

En janvier 2015, le journal obtient le « Prix Spécial du Jury » lors de l'édition du Prix de la BD Fnac 2015, « en hommage au journal et à ses dessinateurs ».
Au Royaume-Uni, en mars 2015, une ONG islamique, la Islamic Human Rights Commission a décerné à Charlie Hebdo le « prix de l'islamophobe de l'année ». Cette organisation selon UK Media Watch paraît fortement liée au Hezbollah. À la même date la National Secular Society, une organisation laïque décerne au même journal le « prix Secularist of the Year » (prix de la laïcité) 2015 « pour leur courageuse attitude face aux attentats de Paris » et leur octroie 5,000 £ pour aider les familles endeuillées.
Le 5 mai 2015, le Pen club international remet le prix du courage et de la liberté d'expression à la rédaction de  Charlie Hebdo. La cérémonie a lieu au Muséum américain d'histoire naturelle. Cette initiative, chaudement soutenue par Salman Rushdie, est contestée par six écrivains américains qui boycottent la cérémonie et lancent une pétition d'opposition à la remise du prix qui recueille 204 signatures,,. L'écrivain russo-américain Vladislav Davidzon, correspondant de presse culturelle vivant à Paris, analyse cette attitude comme « une auto-immolation morale et intellectuelle de l’intelligentsia américaine ».
Marianne voit dans l'attitude des 204 écrivains américains un « relativisme culturel » dont le discours se résume à ceci : 

« Ce prix ne soutient pas seulement la liberté d'expression mais valorise un contenu particulièrement offensant qui ne fait qu'intensifier les sentiments anti-islamiques, anti-maghrébin et anti-arabe déjà dominants dans le monde occidental. »

L'écrivain franco-congolais Alain Mabanckou qui a remis le prix, réaffirme que l'insolence fait partie de la culture française. Salman Rushdie rappelle qu'il ne s'agit pas d'humilier une minorité désavantagée, mais d'une bataille contre un islam fanatique très bien organisé et financé, qui vise à imposer sa loi et à terroriser les démocrates : il qualifie au passage sur Twitter les six initiateurs du boycott de « lavettes » (pussies). La controverse se poursuit à Londres. The Guardian s'en fait l'écho, rapportant le succès obtenu par l'équipe des survivants. Cependant, le soutien de la gauche britannique à Charlie Hebdo relève d'une « contorsion intellectuelle de plus en plus savante. » Une commentatrice londonienne qualifie les dessins « de racistes, sexistes et offensants, mais douze personnes sont mortes […] il est possible […] de reconnaître que risquer sa vie pour ces dessins peut éventuellement mériter une reconnaissance. » Tandis que David Aaronovitch, éditorialiste au Times, se désespère de ce que les intellectuels de gauche se positionnent contre leur camp.
Parmi les médias nord-américains The New York Times se montre favorable à la remise du prix à Charlie Hebdo, ainsi que The Washington Post, les journaux canadiens étant plus réservés, notamment The Globe and Mail.

En France, Bernard-Henri Lévy est « monté au créneau » dans L'Express, dénonçant comme « ignoble » l'argument qui fait état de l'arrogance du journal satirique. Dans Les Inrockuptibles, Alain Mabanckou déclare que « Les écrivains qui boycottent Charlie légitiment l’intolérance ». Pierre Assouline s'interroge : 

« Qui eût cru que tant d’écrivains américains (ici la liste) maîtrisaient si bien le français (on ne connaît pas d’édition de Charlie en anglais) et qu’ils étaient si nombreux à être abonnés de longue date à Charlie (ce serait bien le moins pour porter un jugement d’ensemble) ! »

Interrogé par L'Express du 22 juillet 2015, Salman Rushdie revient sur cette affaire et déclare : « Combattre l'intégrisme n'est pas combattre l'Islam. [Charlie Hebdo] est tout sauf raciste… George Packer du New Yorker, a passé beaucoup de temps dans les banlieues françaises après l'attaque contre Charlie Hebdo, et il m'a dit n'avoir jamais entendu ces jeunes tenir des propos plus radicaux que ceux de la romancière Francine Prose, l'une des protestataires du Pen Club. Ils se fichent, en fait, de cet hebdomadaire qui tirait à 20 000 exemplaires, et ceux qui le critiquent aujourd'hui sont animés par la classique culpabilité des Blancs de gauche ».
La bibliothèque de l'université Harvard veut créer un fond « Archives Charlie ». Pour cela elle a lancé à travers un site web une collecte de témoignages et de documents sur les attentats de Charlie Hebdo, sur la fusillade de Montrouge et de la prise d'otages de l’Hyper Cacher de la porte de Vincennes. La bibliothèque de l’université de Paris VIII, associée à cette démarche, est chargée de relayer l’opération en France. Cette initiative a été annoncée largement dans la presse et sur les radios. Notamment : Libération, Télérama, Livres Hebdo, Crimson d'Harvard, Europe 1, Rue89, France Info s'en sont fait l'écho en septembre et octobre 2015, entre autres.
En 2015, l'ensemble de la rédaction de Charlie Hebdo a reçu le Prix Jean-Luc Lagardère du journaliste de l'année. Les membres du jury ont souhaité « rendre hommage à leurs confrères disparus, et en particulier à leur ami Georges Wolinski, lauréat du Prix en 1989, et membre de ce même jury ».